# Fallas de Alcira

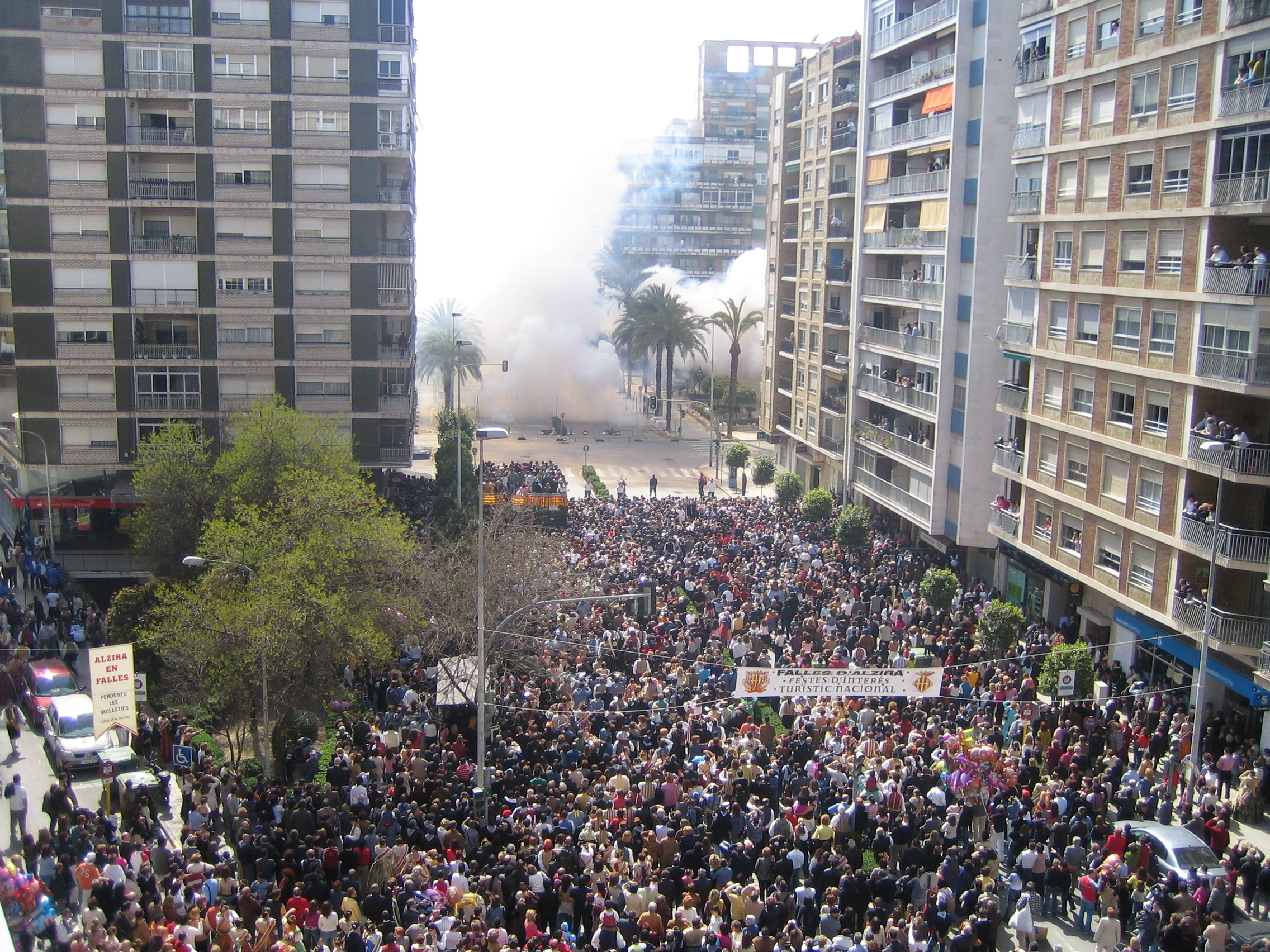
Mascletá de Fallas en Alcira.

Las Fallas de Alcira son las fiestas, que al igual que en la ciudad de Valencia y otros municipios valencianos, se celebran en Alcira durante el mes de marzo en honor a San José. Son las de mayor entidad e importancia tras la capital valenciana por su arraigo y origen centenario. En cuanto al censo de falleras y falleros, según los últimos datos disponibles (2024), cuentan con 8.122 falleros cesados. La ciudad cuenta con 35 comisiones falleras.Las fallas de Alcira están declaradas Fiesta de Interés Turístico Nacional.
La denominación de fallas corresponde a las construcciones artísticas de materiales combustibles en su conjunto, que representan figuras conocidas como ninots, y composiciones de elementos.
Las fallas de Alcira están regidas por un órgano colegiado, elegido democráticamente por todos los falleros de Alcira y que constituye  la Junta Local Fallera, siendo de esta forma la única junta local de toda la Comunidad Valenciana que pese a su importancia es totalmente independiente de ningún otro órgano organizador o político. En 2019 la junta local fallera hizo sus 75 años de existencia.
En 1989 se celebró el primer centenario de las fiestas, cuyos actos fueron presididos por el entonces presidente de la Generalidad Valenciana, Joan Lerma.

## La Semana Fallera
Las fiestas falleras se convocan a principios de marzo, en un acto denominado Crida, y culminan en la semana fallera, sujeta a un estricto programa de actos:
- Día 16 de marzo: La Plantá. Es el acto de erigir los monumentos falleros. La plantà de las fallas, deberá quedar ultimada en todo caso, antes de la hora que oportunamente se designe para la visita del Jurado calificador, el día señalado al efecto en el correspondiente programa oficial, incurriendo en descalificación la falla que incumpla estas reglas.
- Día 17: Recogida de premios en el Ayuntamiento.
- Día 18: La Ofrenda. Este día se celebra la ofrenda de flores a Nuestra Señora del Lluch, patrona de la ciudad. Las falleras y falleros desfilan por la tarde hasta bien entrada la noche.
- Día 19:  Pasodoble: Por la tarde la totalidad de las comisiones desfilan por las calles de Alcira bailando al ritmo del pasodoble. Un jurado de la Junta Local Fallera puntúa los bailes y otorga unos premios a las comisiones que mejor lo hagan. Por la noche La Cremá consiste en la quema de los monumentos falleros plantados en las calles . El acto viene precedido por un castillo de fuegos artificiales, encendido por la fallera mayor de la comisión.

Además de los enumerados, de los días 13 al 19 de marzo se celebra el Concurso Nacional de Mascletaes. Los días 17, 18 y 19, cada comisión se reúne a las ocho de la mañana en su casal, para celebrar la "despertá", consistente en desfilar por su barrio lanzando petardos y mascletás.
A renglón seguido se sirve el típico almuerzo en cada casal fallero, para luego desfilar visitando los casales de las demás comisiones, hasta el mediodía. A las dos de la tarde se celebra un espectáculo pirotécnico, la popular mascletá, en la plaza del Reino, con gran concurrencia de público.
Las fallas de Alcira son conocidas por su apego a la pólvora, su bajo índice de incidencias y su gran participación, tanto de la ciudad como del resto de localidades de alrededor que se desplazan a disfrutar de la fiesta. 

## Los monumentos
Habitualmente las fallas están dotadas de carácter satírico sobre temas de actualidad. Los monumentos suelen tener varios metros de altura (las más grandes llegan a los 25 o 30 metros) y están compuestas de numerosas figuras de cartón piedra (en los últimos años y en ocasiones, sustituidas por corcho blanco que le da más brillo y aporta menos peso a la falla) sostenidas por un armazón de madera. Asimismo, los monumentos incluyen letreros escritos en valenciano explicando el significado de cada escenografía, siempre con sentido crítico y satírico. En los últimos años se ha abierto un serio debate sobre la sostenibilidad y los materiales utilizados en los monumentos, apareciendo alguno con mayor proporción de madera u otros materiales menos contaminantes. 
Los artistas y artesanos, escultores, pintores y otros muchos profesionales, se dedican durante meses a construir monumentos que las diferentes comisiones contratan. Las fallas se instalan en la calle el día 16 de marzo por la noche, el día de la plantá (del verbo: plantar, no olvidemos la tradición agrícola valenciana).  Debido a las dimensiones de algunas fallas, el acto de la plantá se adelanta varios días y necesita de la ayuda de grúas. El acto en el que se quema la falla se llama la cremà (la quema). 

## Comisiones falleras

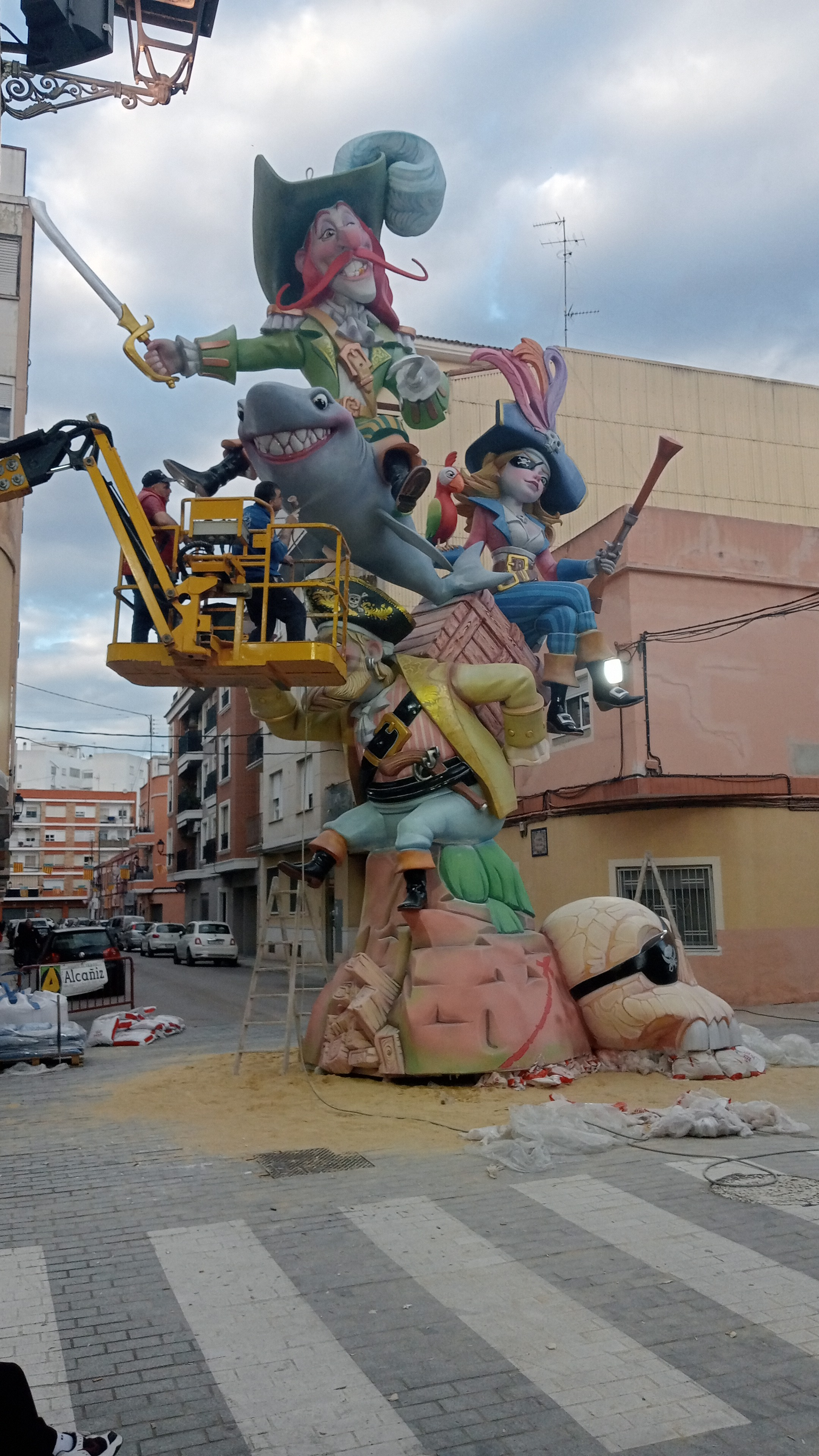
Falla Albuxarres - Camí Fondo 2025.

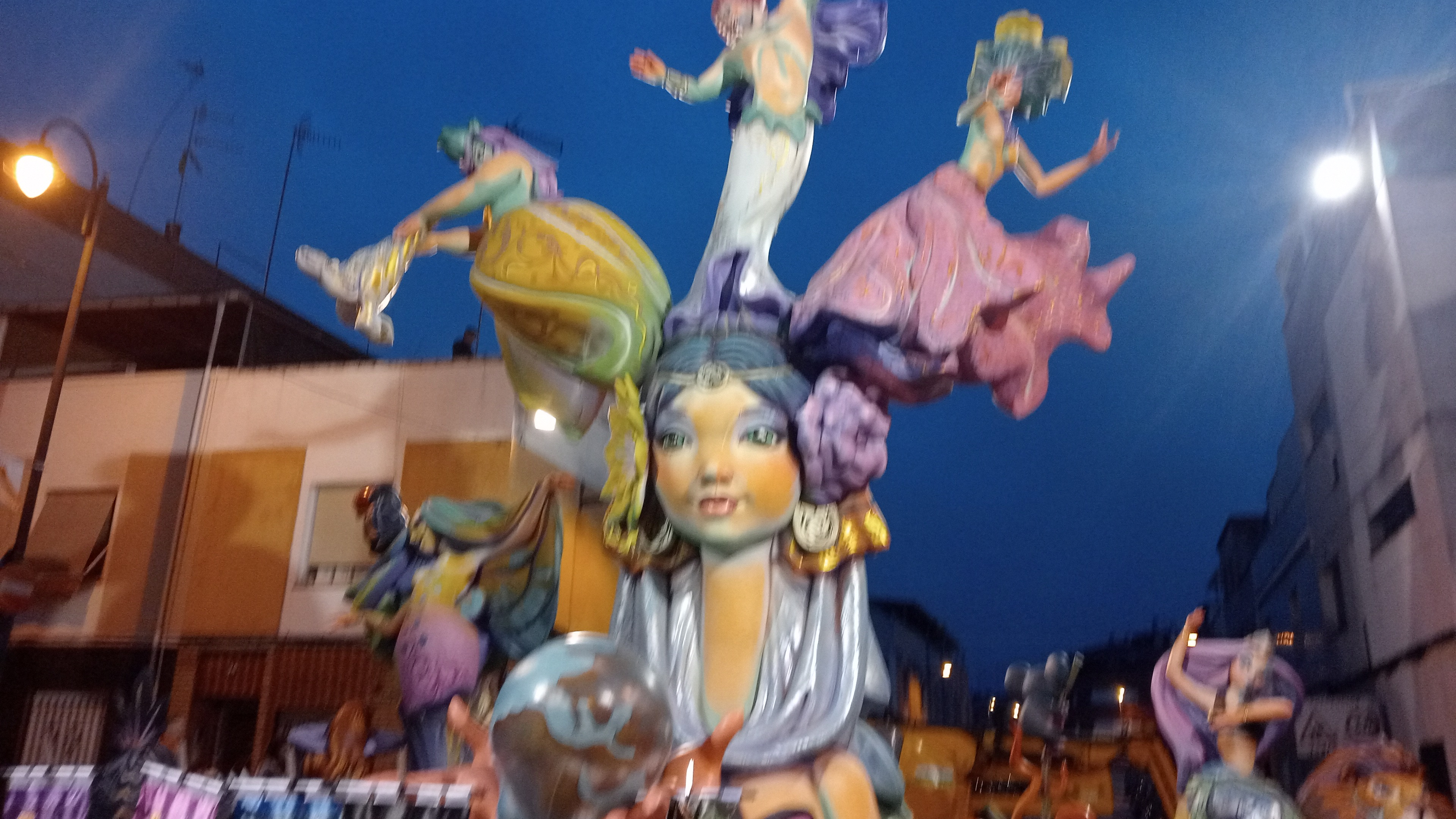
Falla Alquenència 2025.

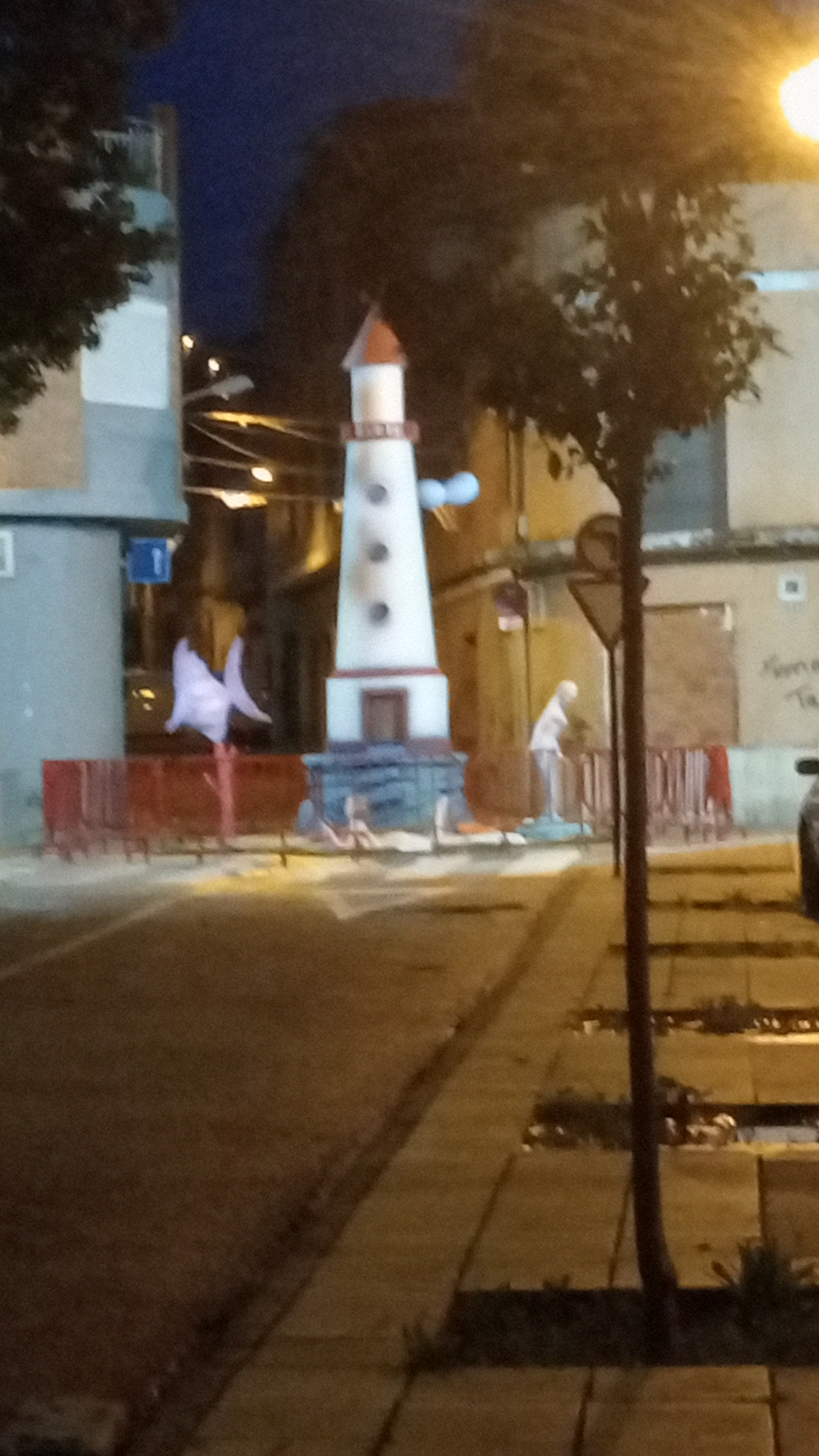
Falla Alquerieta 2025.

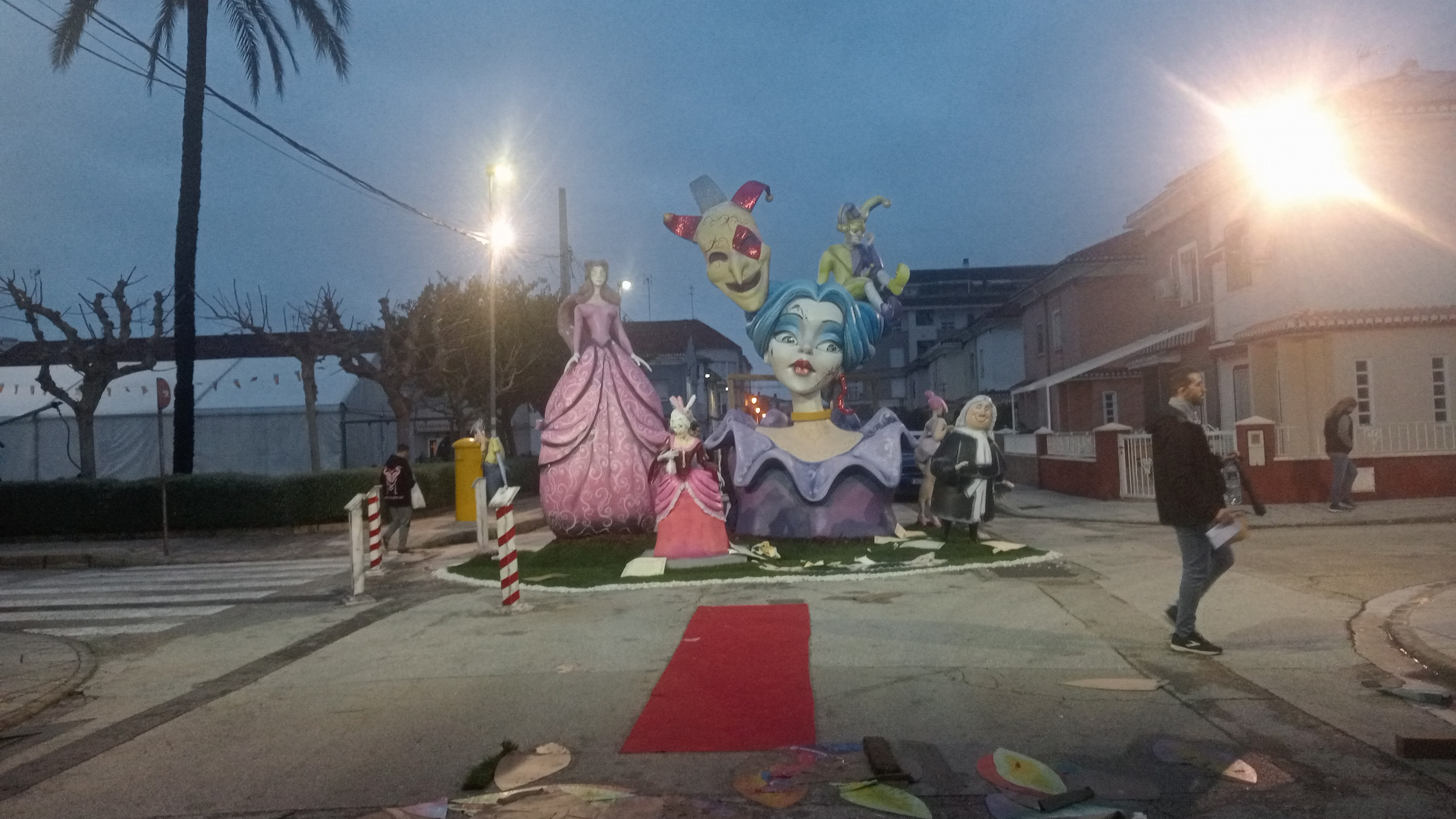
Falla Colonia - Ana Sanchis 2025.

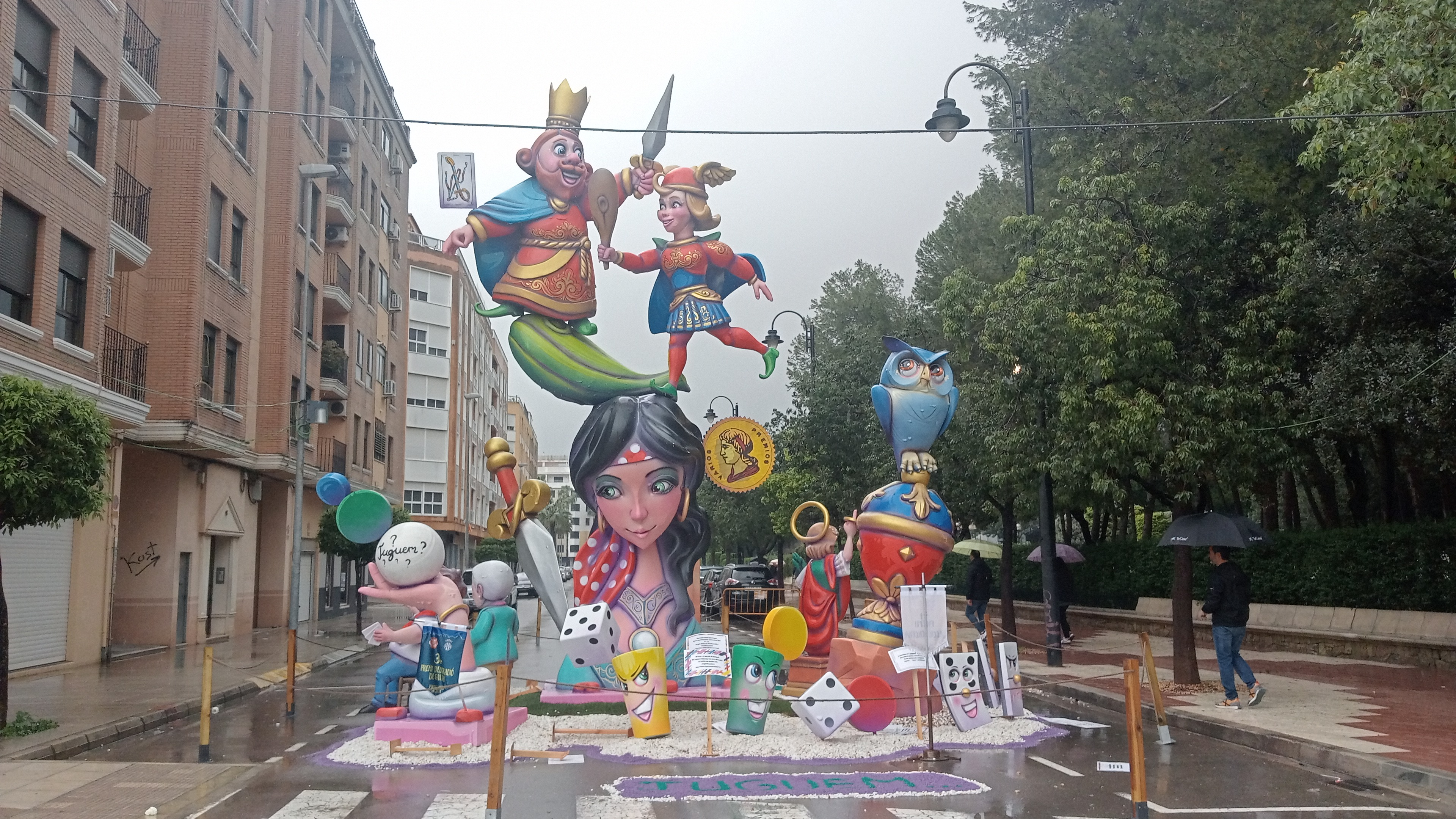
Falla Ausias March 2025.

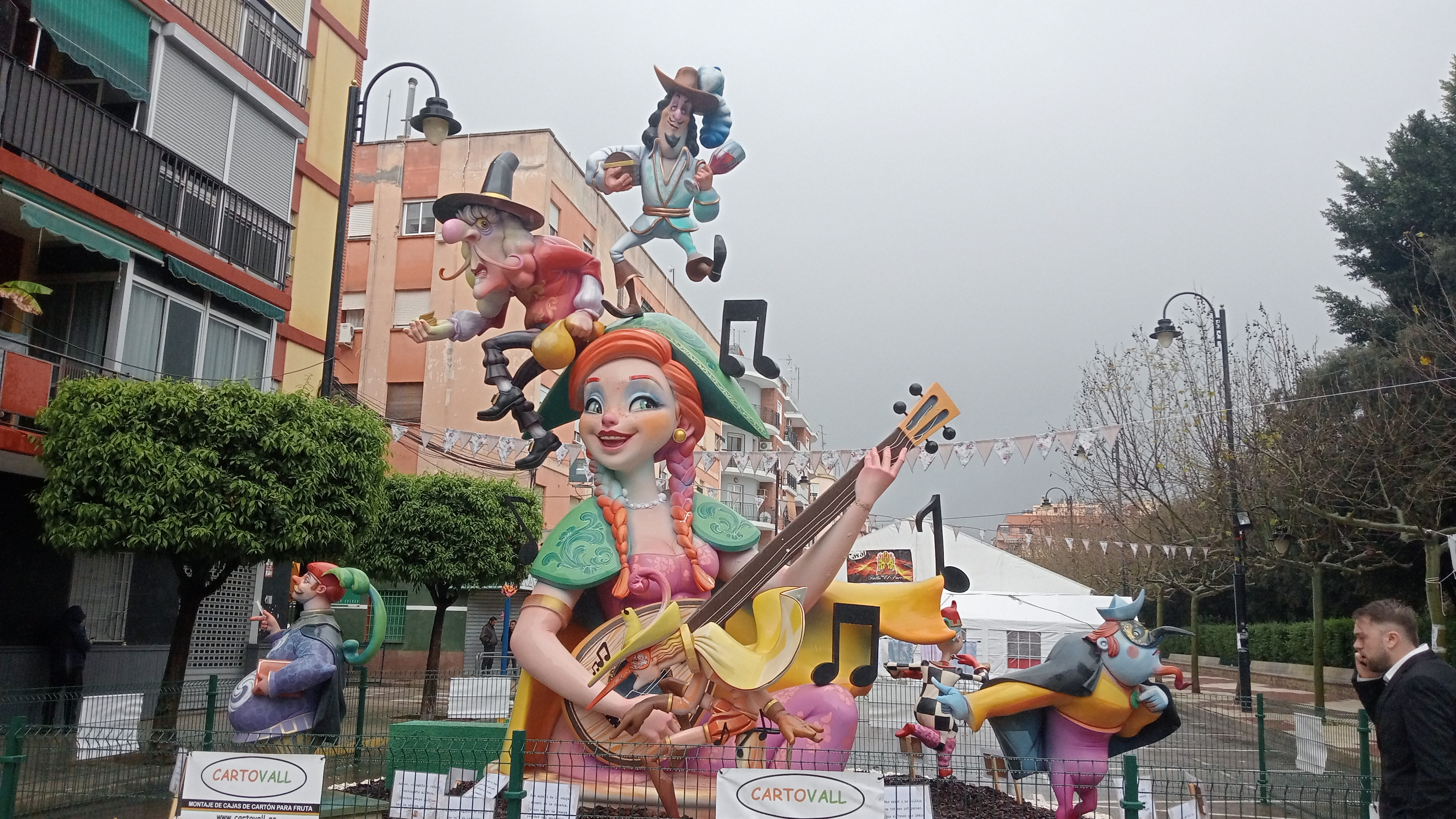
Falla el Parc 2025.

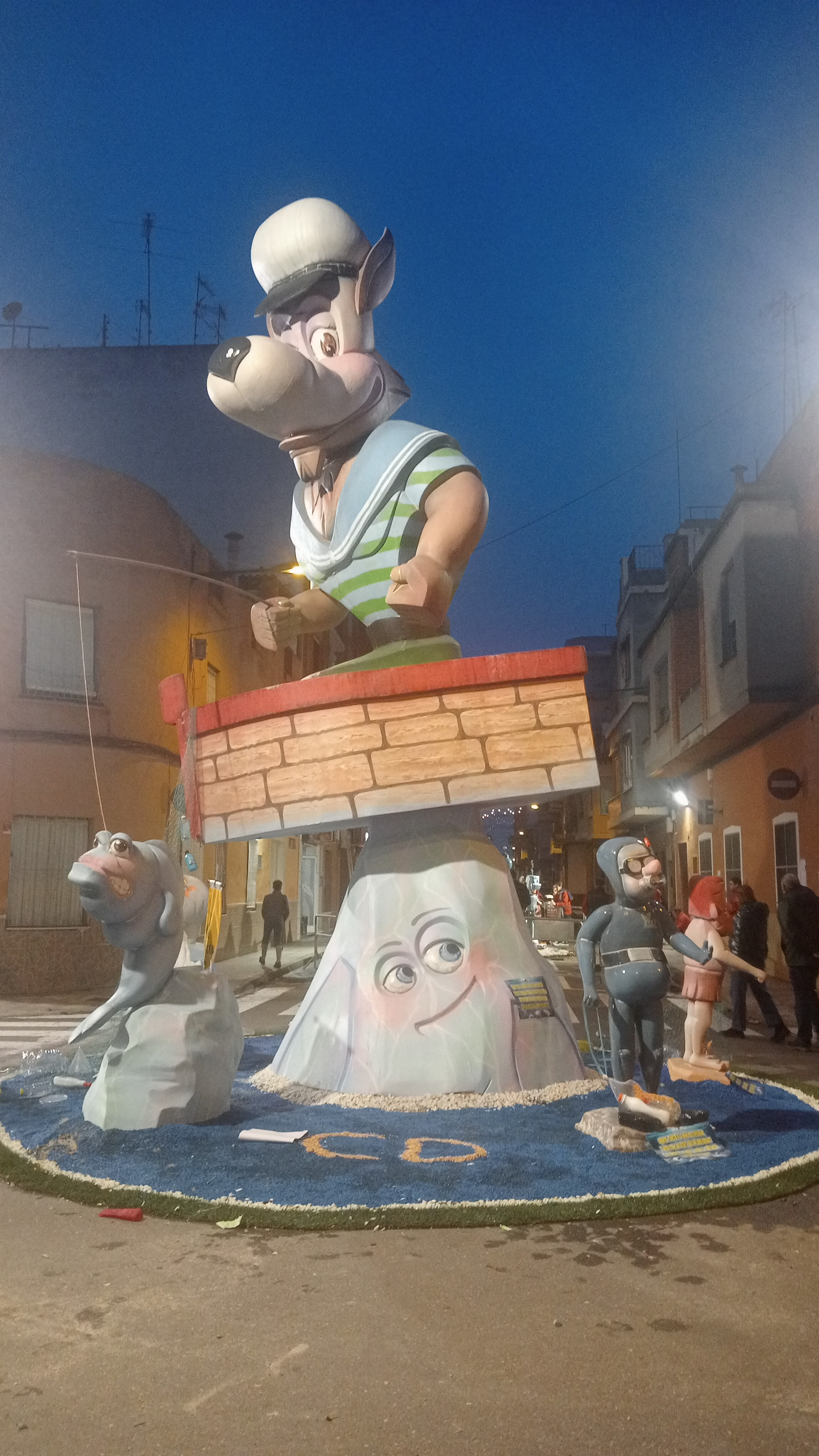
Falla Camilo Dolz 2025.

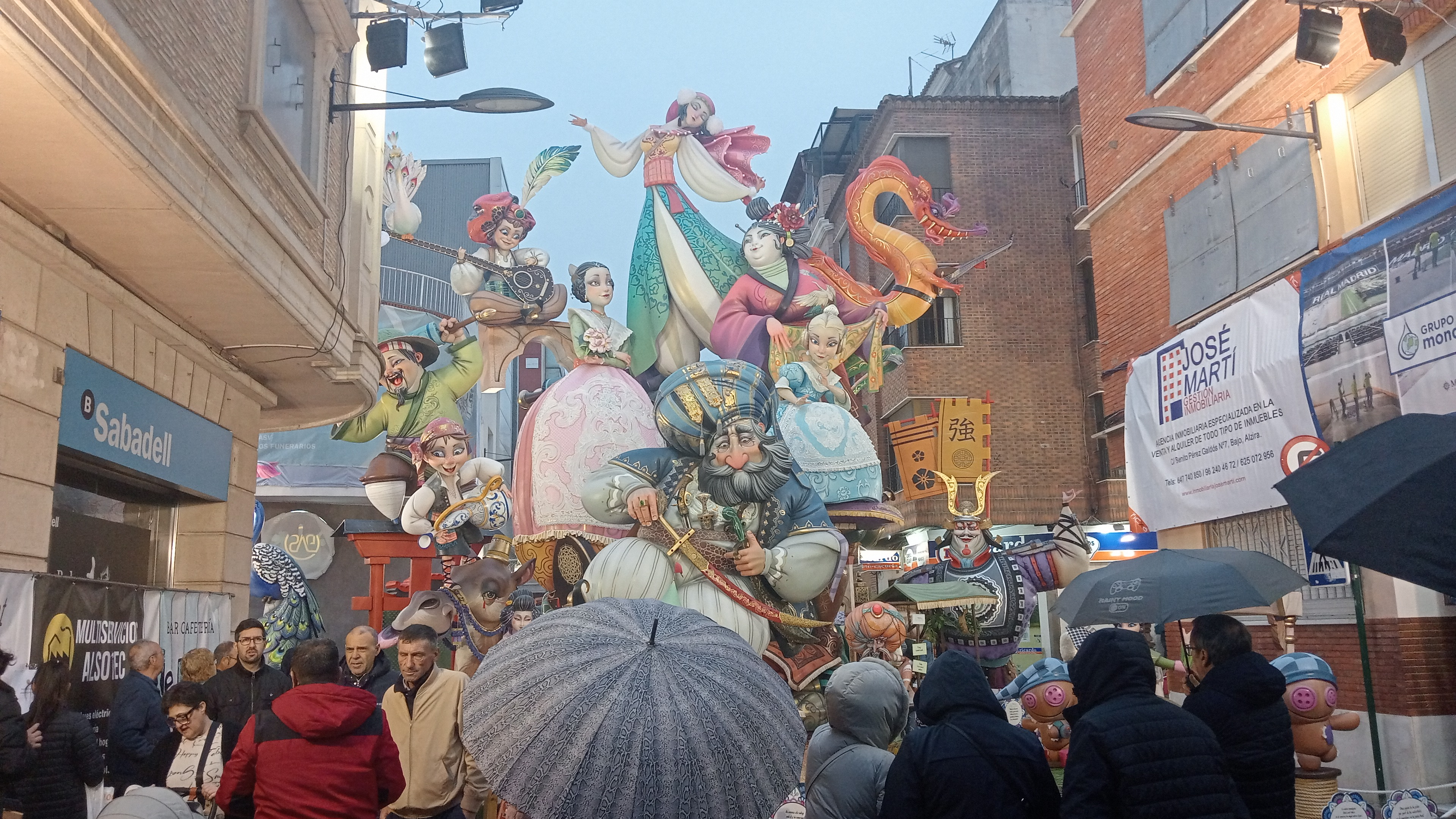
Falla Camí Nou 2025 de día.

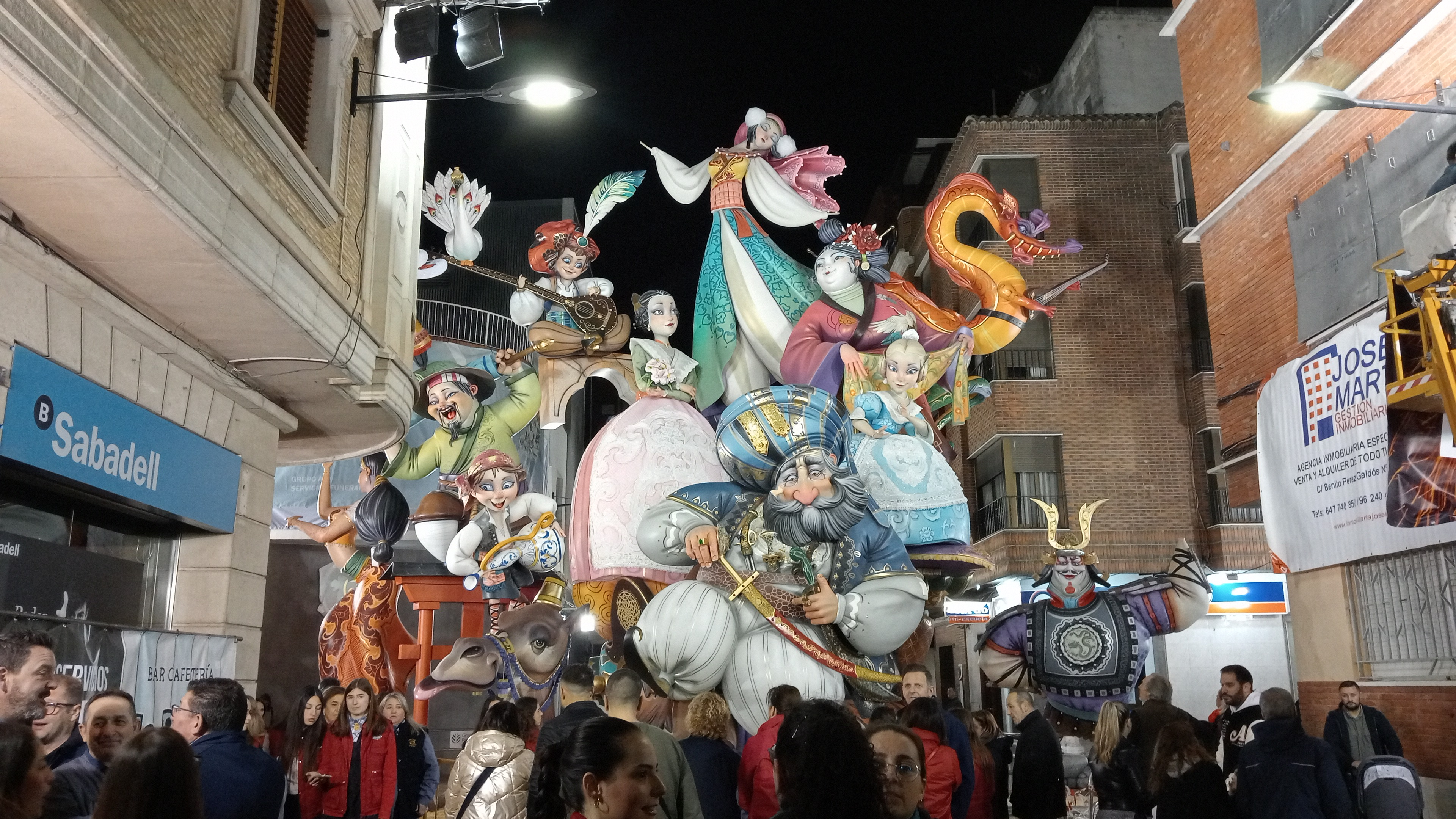
Falla Camí Nou 2025 de noche.

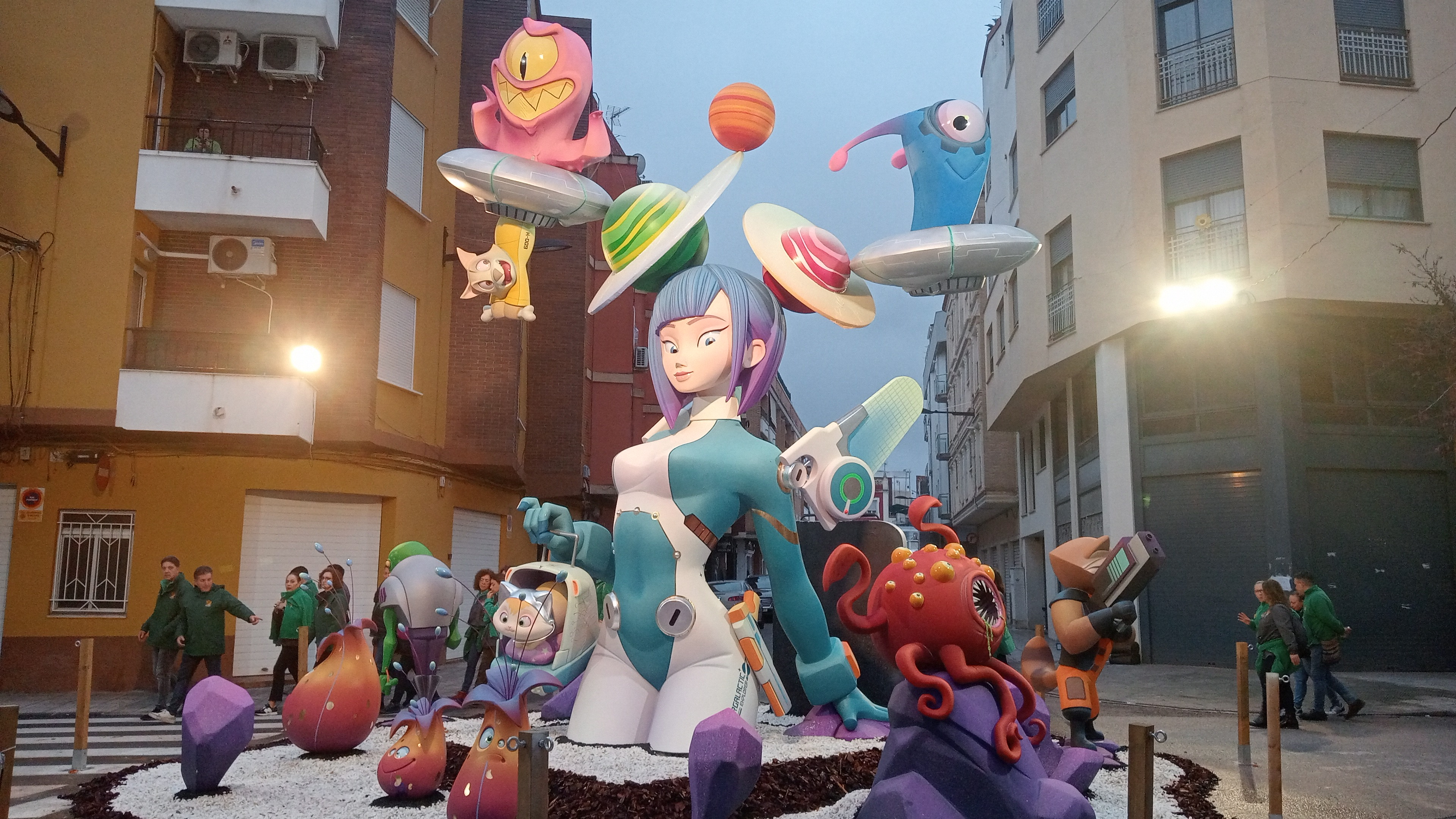
Falla Cantereries 2025.

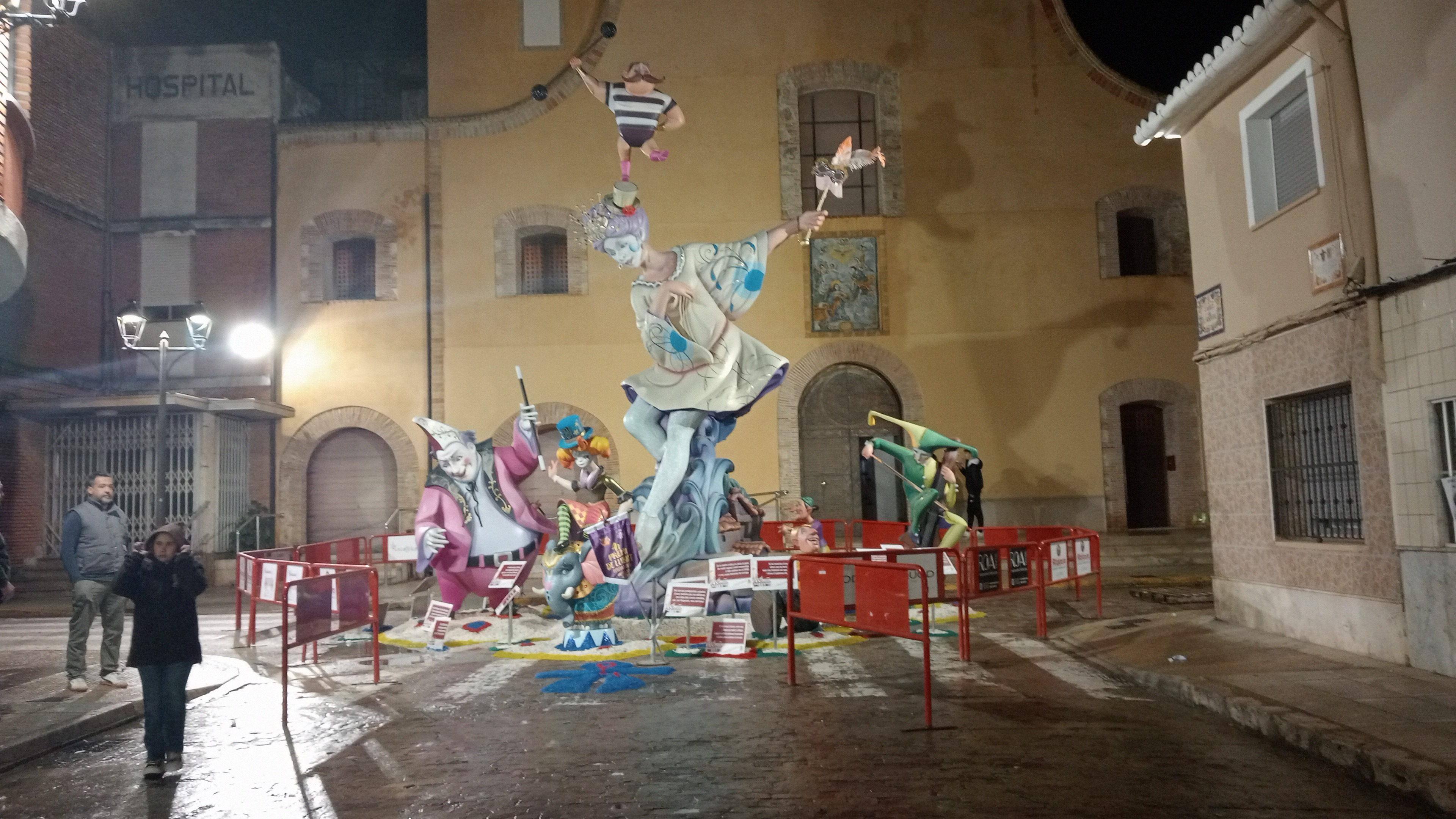
Falla Caputxins 2025.

- Albuixarres - Camí fondo.

- L'Alquenència.

- L'Alquerieta.

- Colonia Ana Sanchis.

- Ausias March.

- El Parc.

- Camilo Dolz.

- Camí Nou.

- Cantereríes.

- Caputxins.

- Colmenar-Reis Católics.

- Doctor Ferran.

- El Mercat.

- Germanies.

- Hernán Cortés.

- Avinguda J. Pau.

- La Gallera-Hort dels Frares.

- Plaça la Malva.

- Les Basses.

- Avinguda Luis Suñer.
- Nou Penalet.

- Pare Castells.

- Pere Esplugues.

- Pere Morell.

- Pintor Andreu.

- Plaça d’Alacant.

- Plaça del Forn.

- Plaça Major.

- Plaça Sagrada Familia.

- Sant Andreu.

- Sant Joan.

- Sant Judes.

- Sant Roc.

- Sants Patrons.

- Tulell-Avinguda.

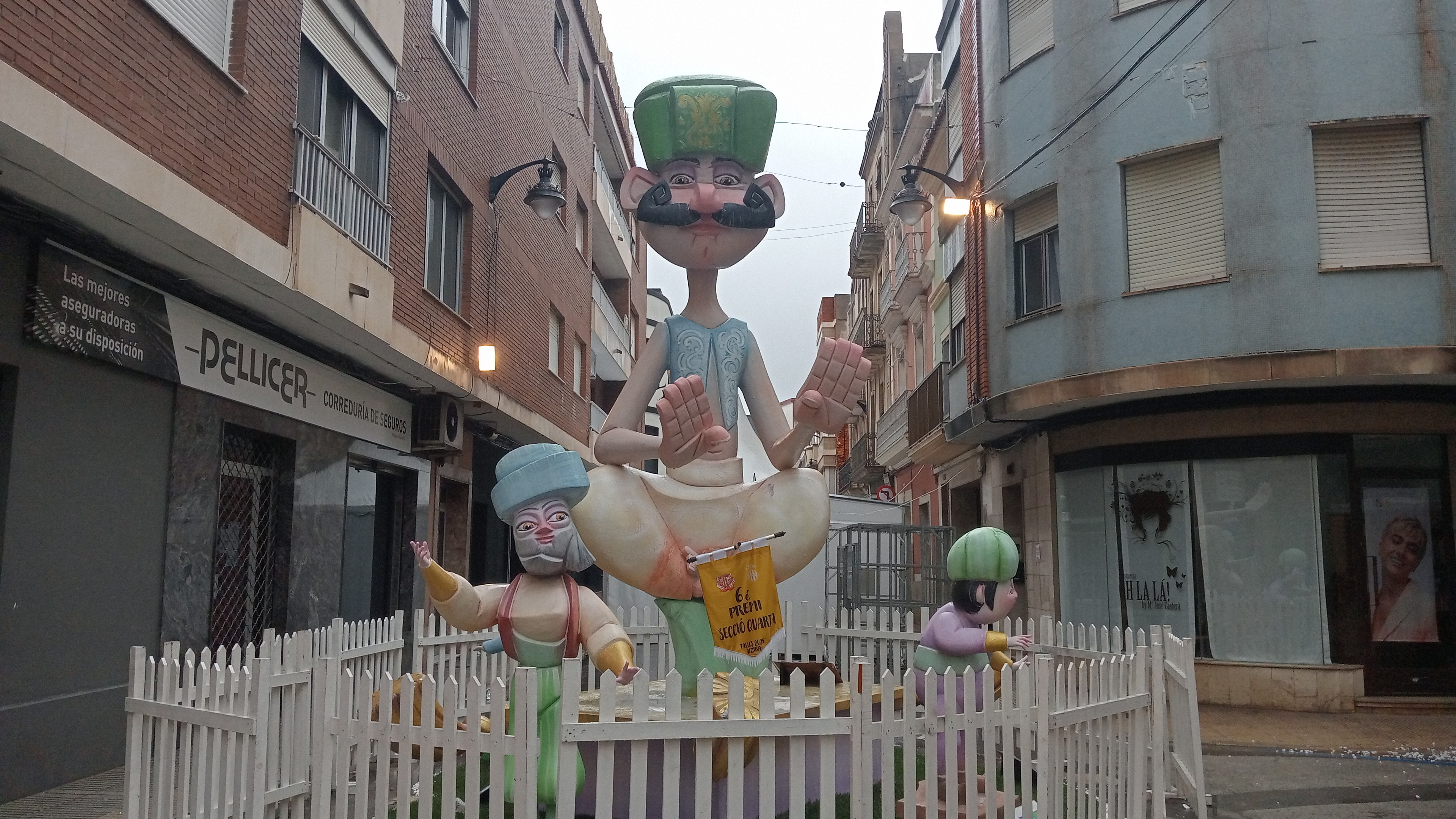
Falla Colmenar - Reis Catolics 2025.

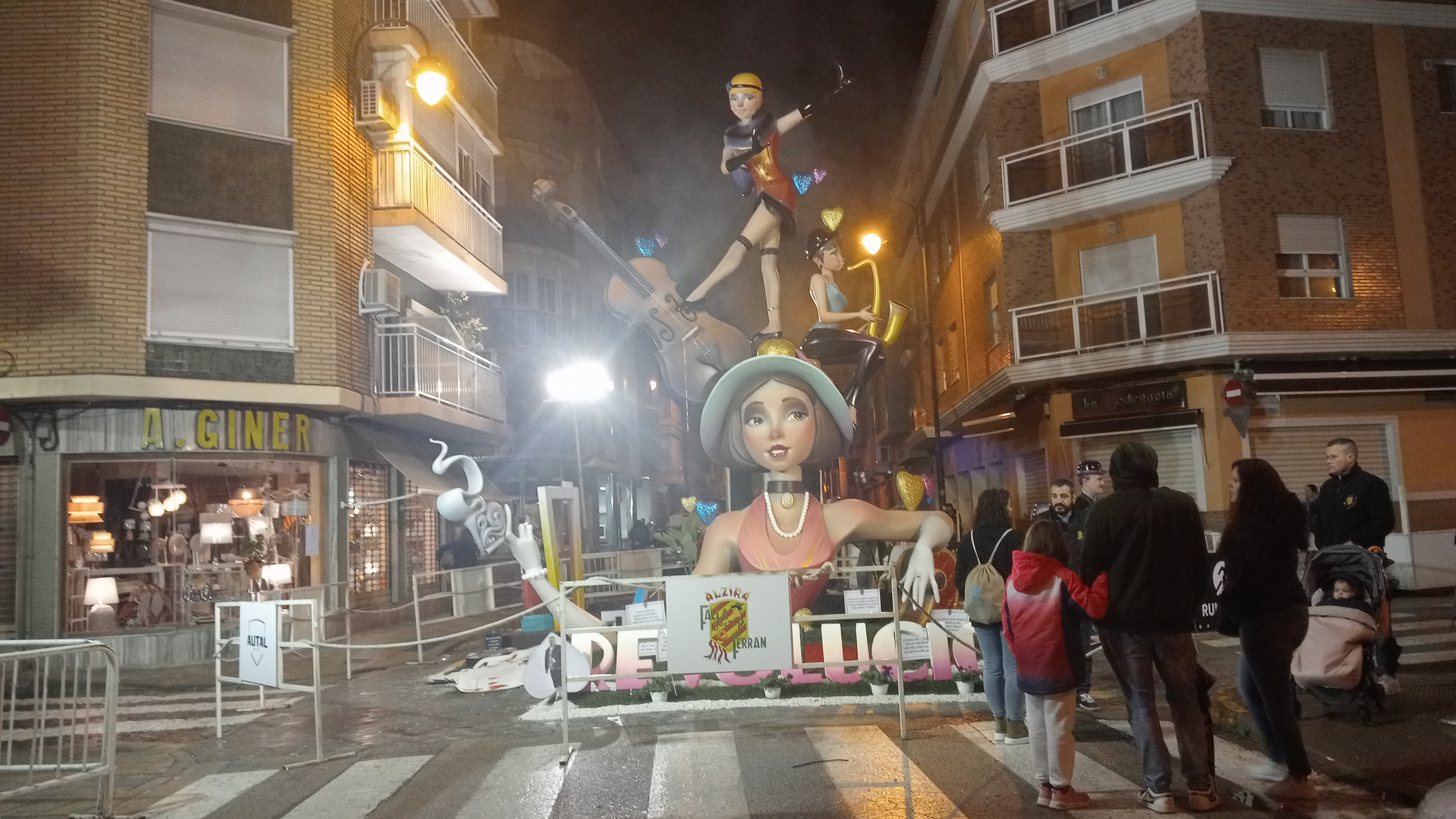
Falla Doctor Ferran 2025.

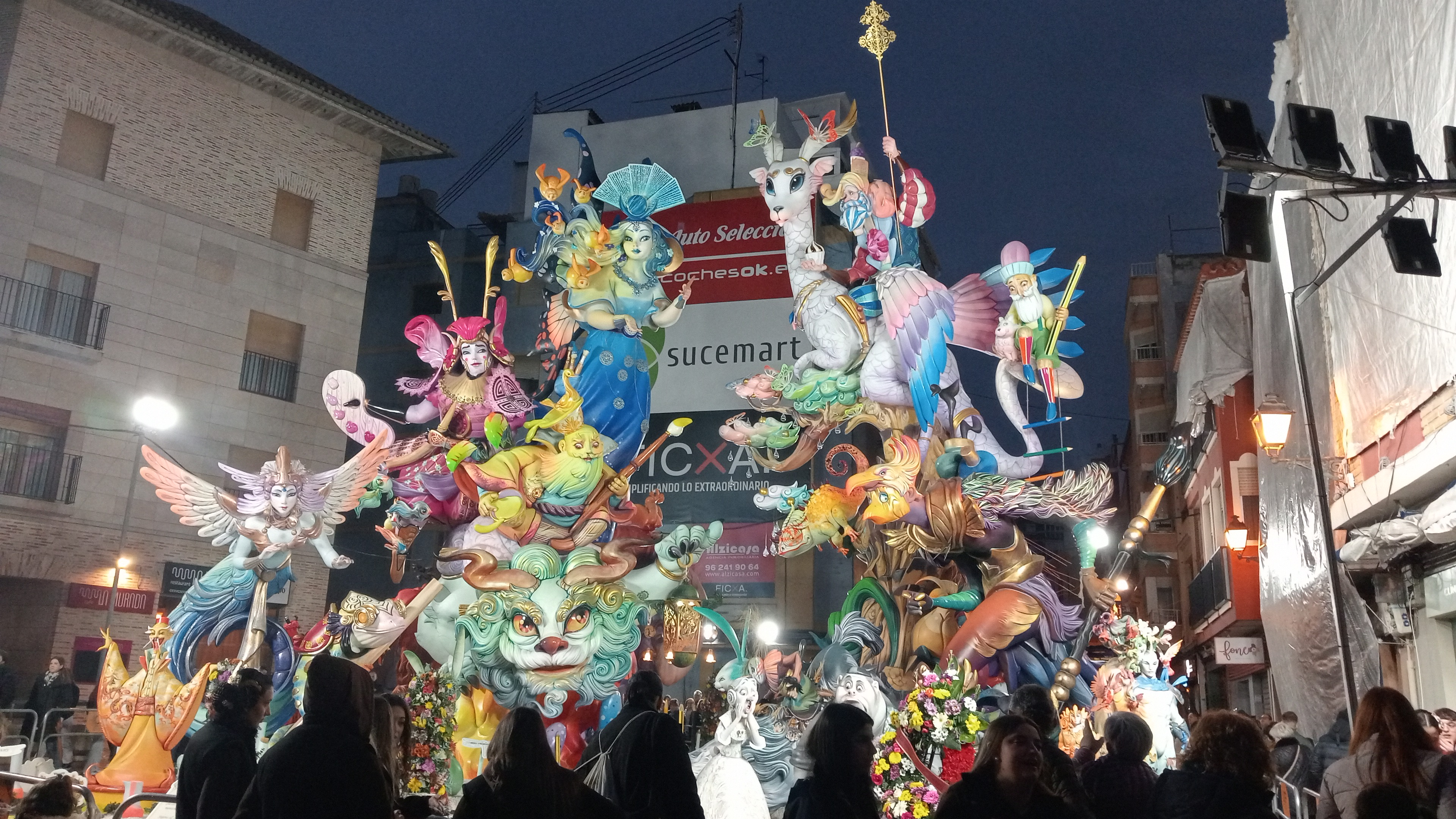
Falla el Mercat 2025.

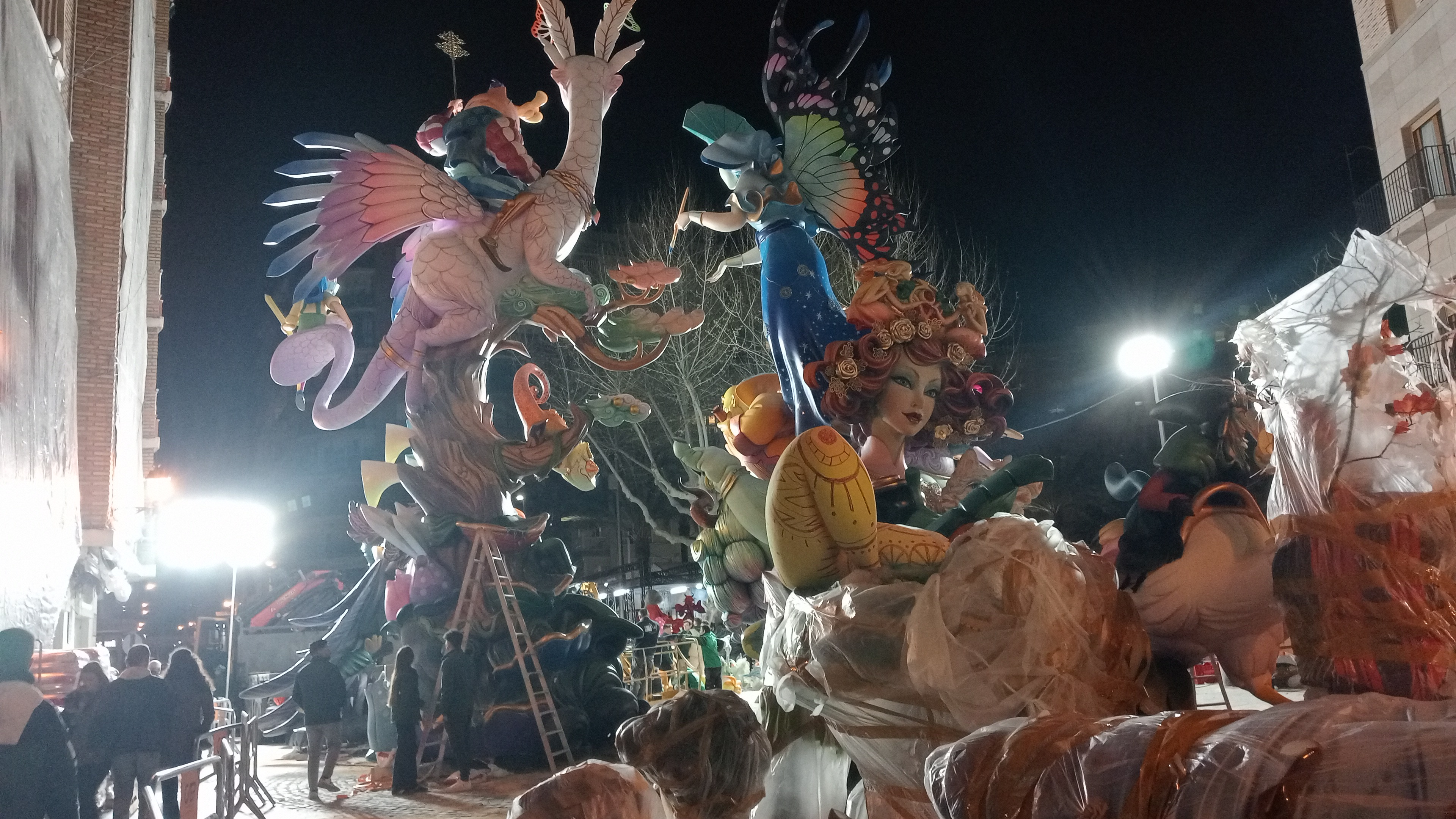
Falla el Mercat 2025 por detras, durante la plantà.

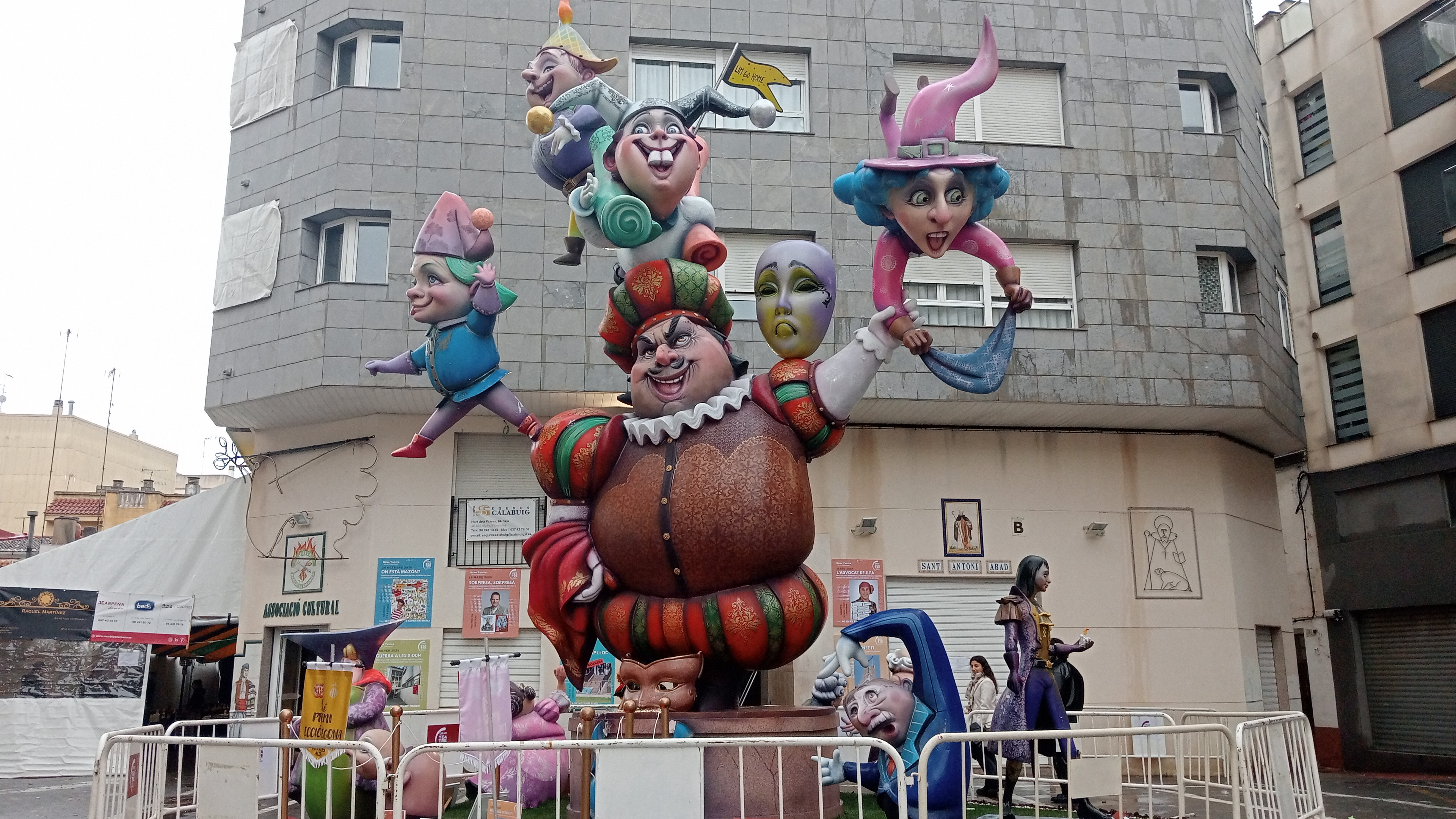
Falla Plaza Germanies 2025.

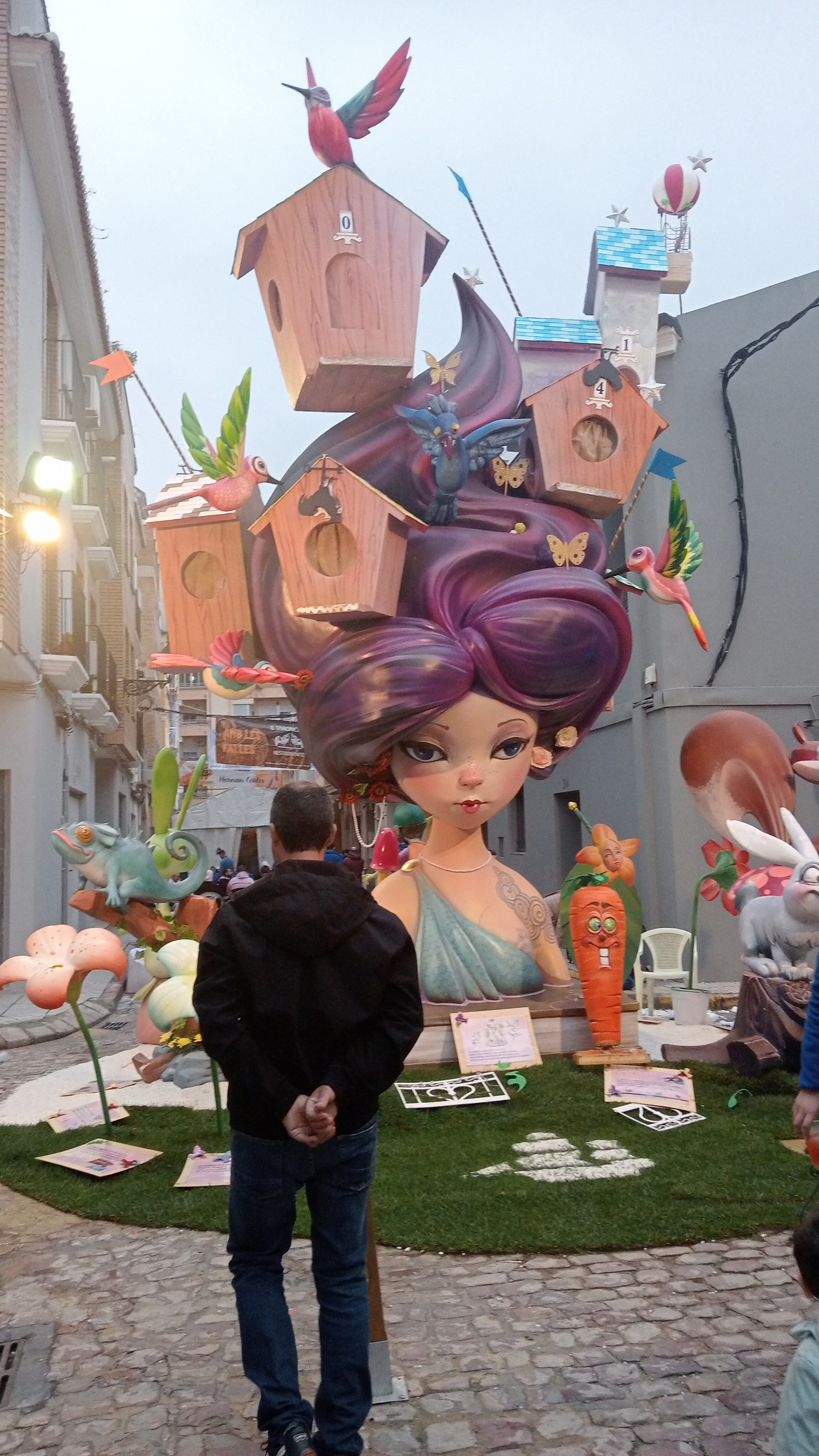
Falla Hernán Cortés 2025.

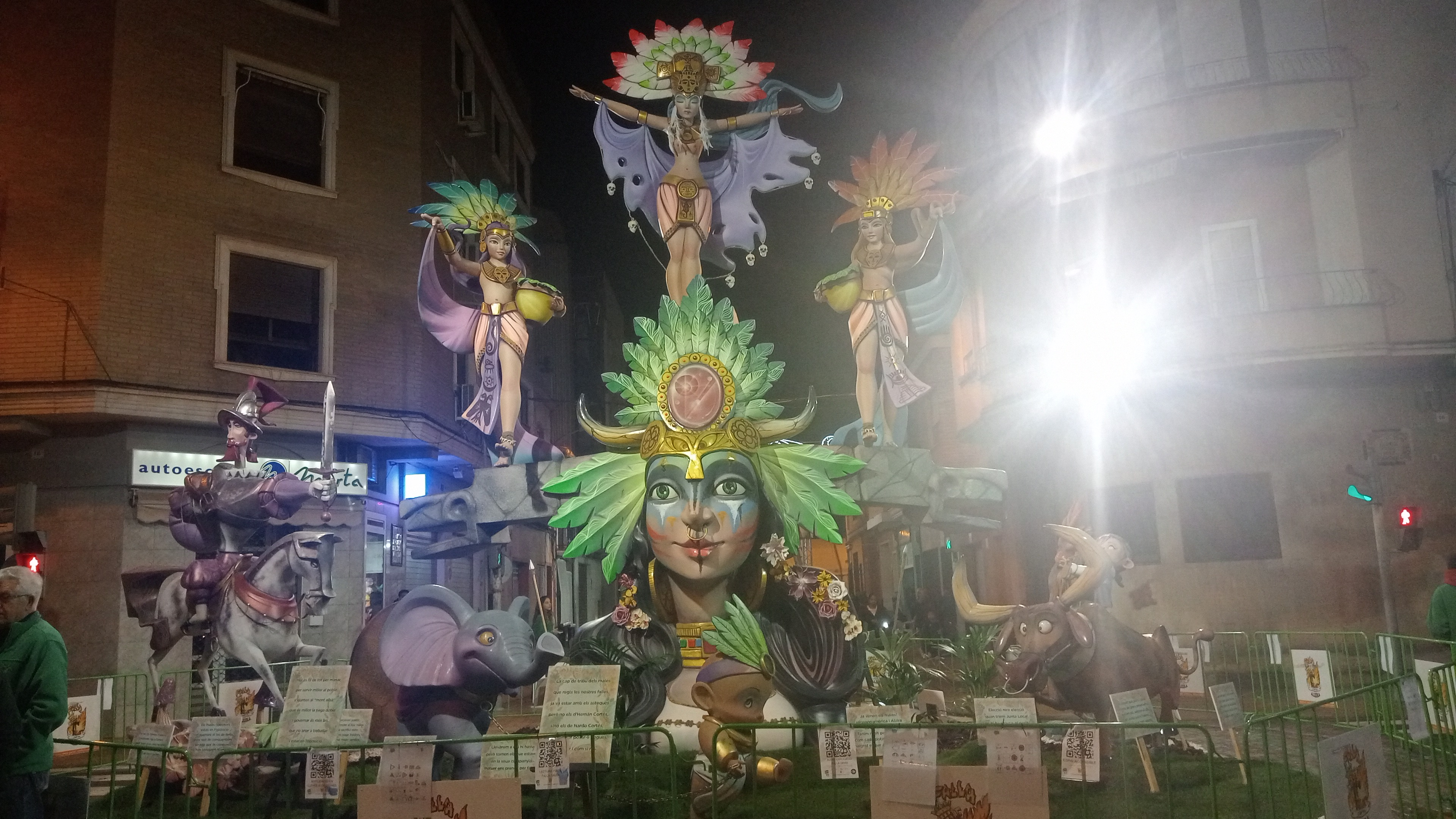
Falla J. Pau 2025.

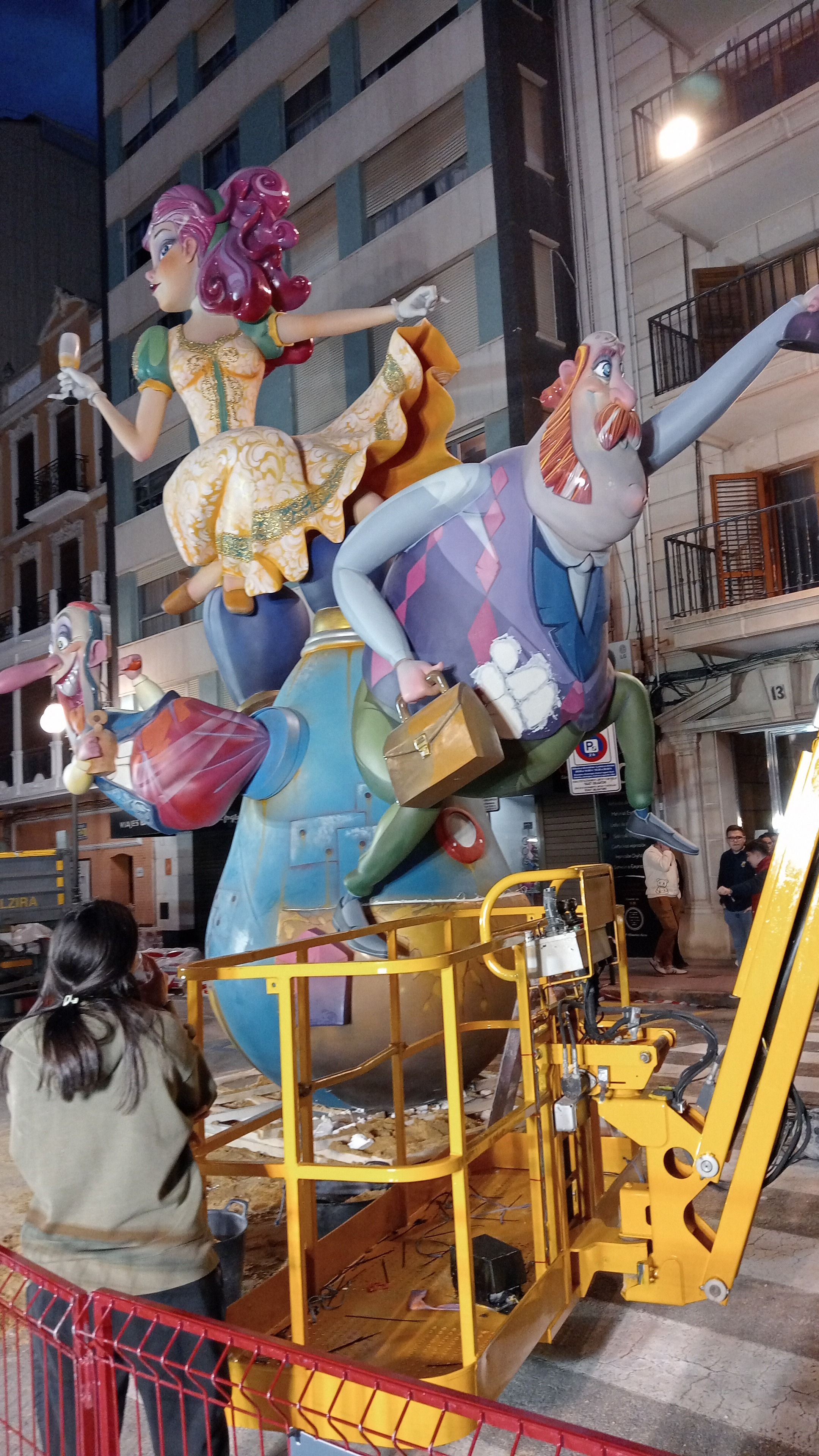
Falla Gallera - Hort dels Flares 2025.

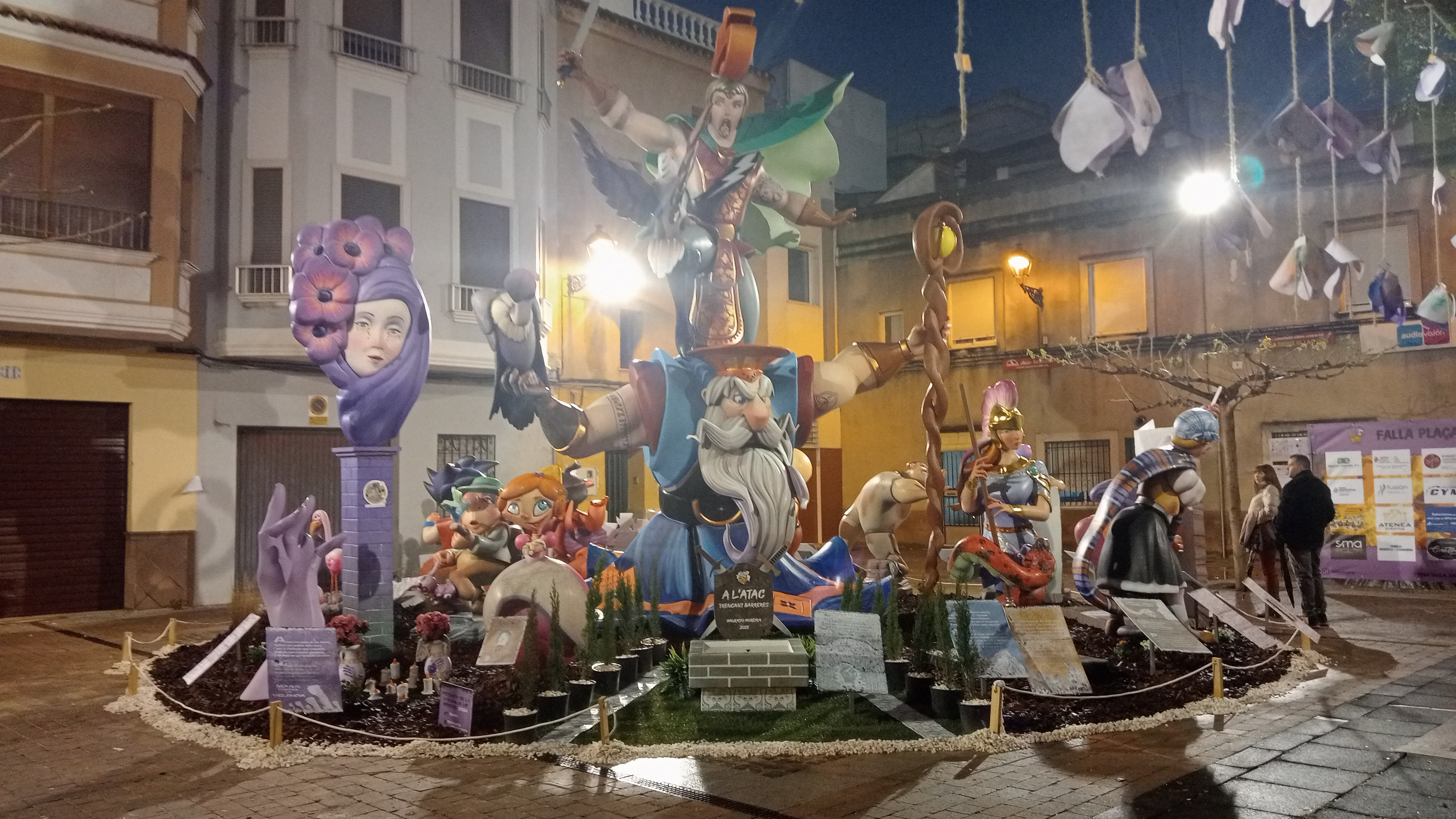
Falla Plaza la Malva 2025.

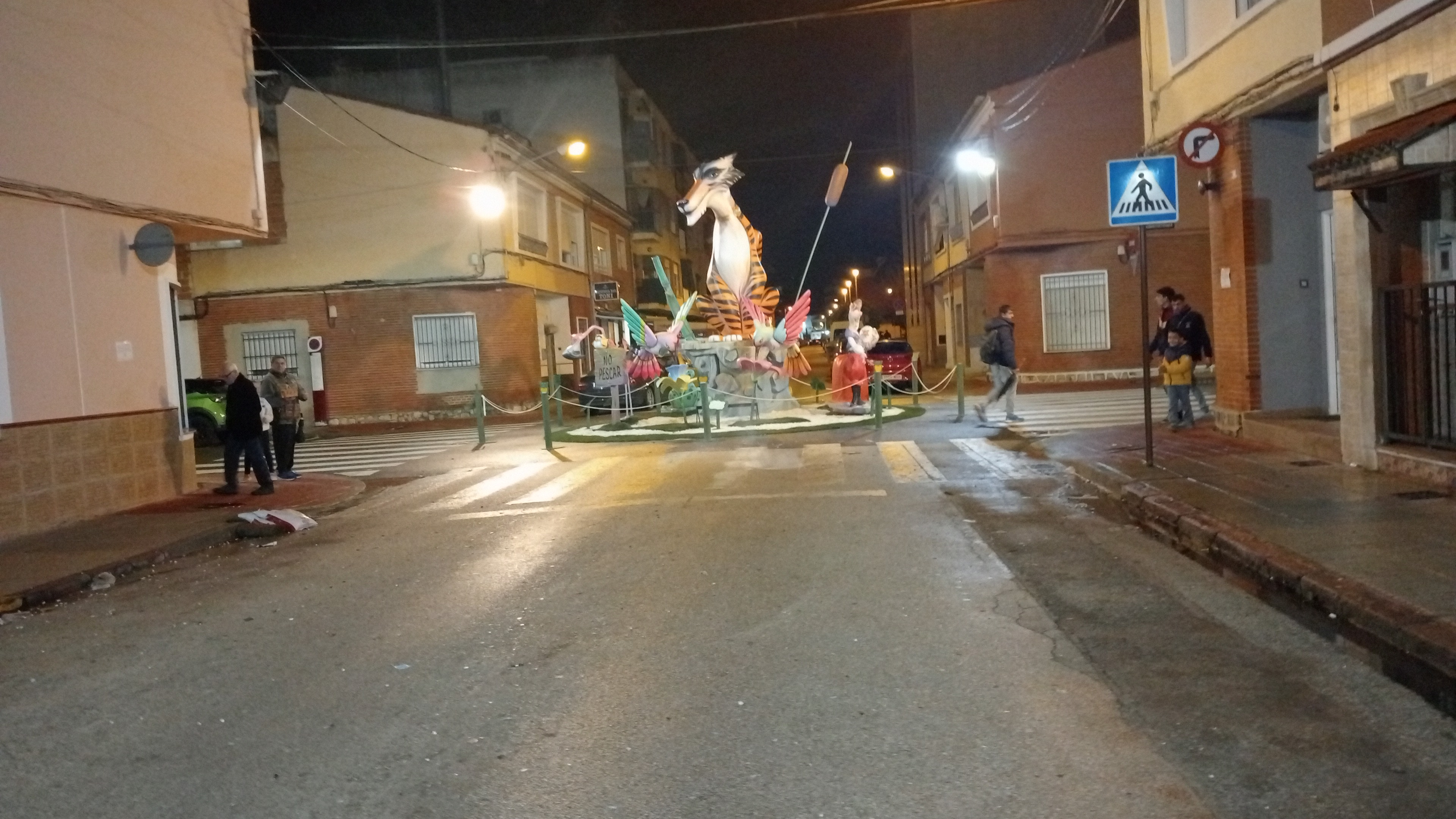
Falla les Basses 2025.

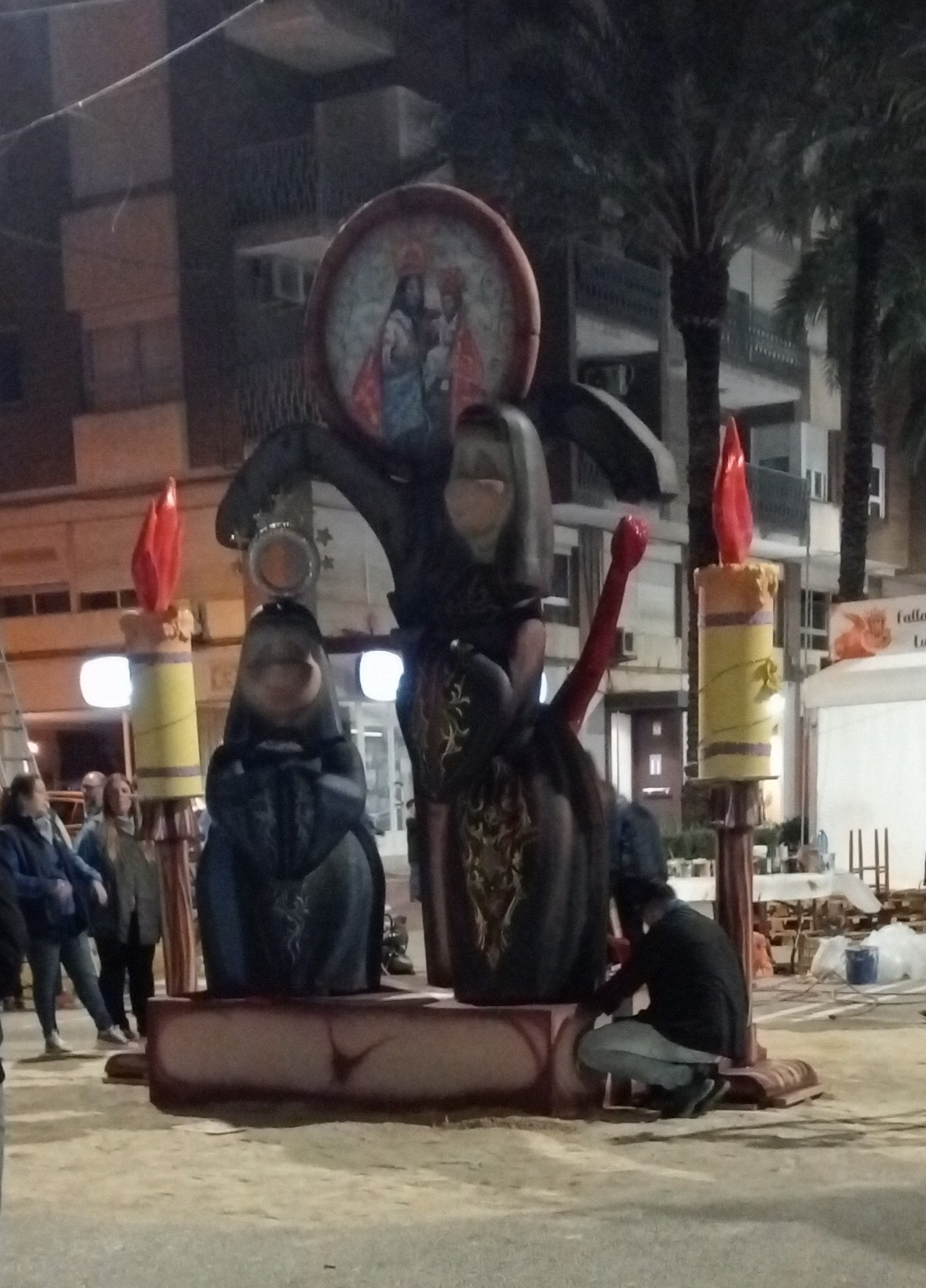
Falla Luis Suñer 2025.

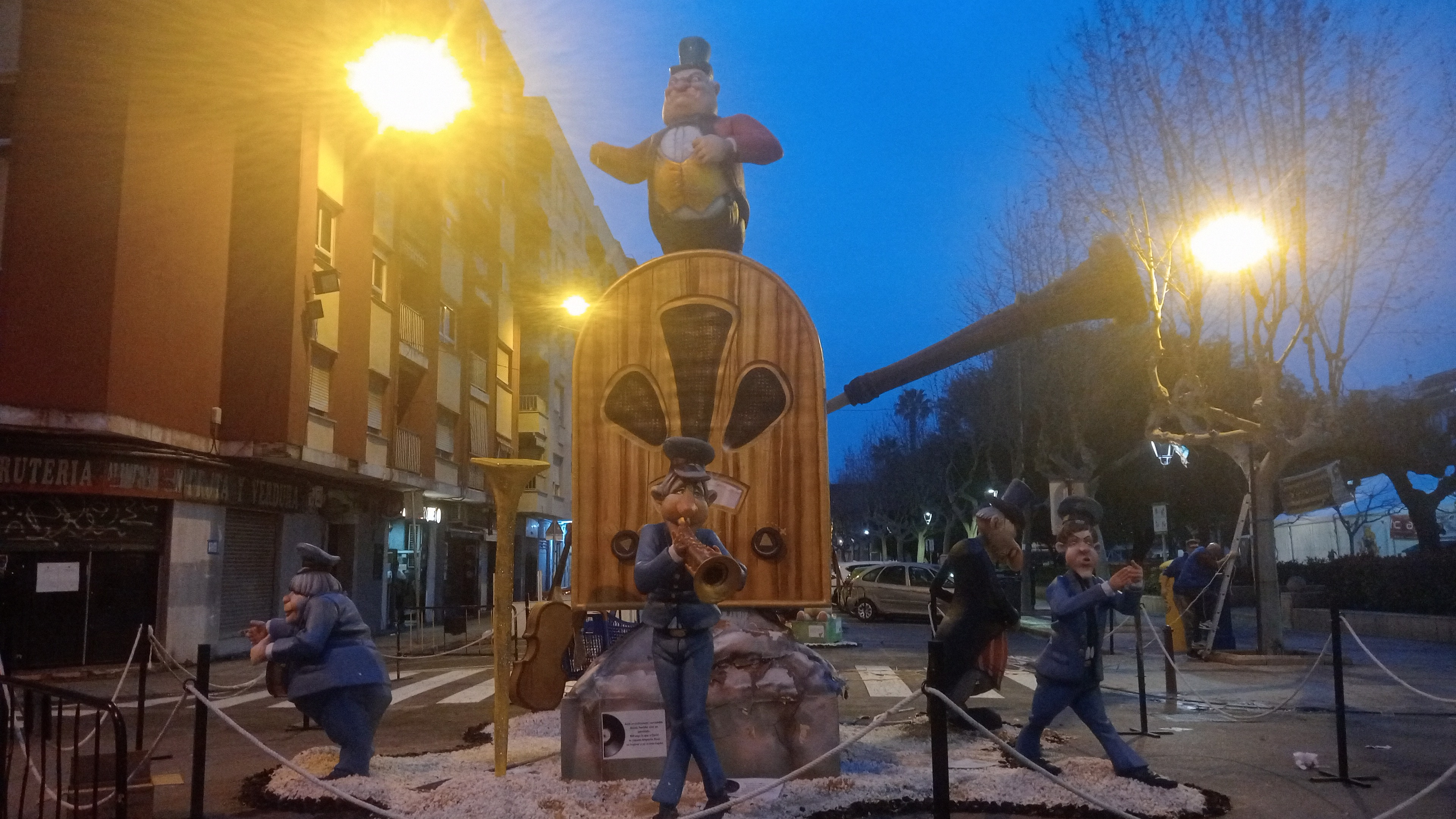
Falla Pare Castells 2025.

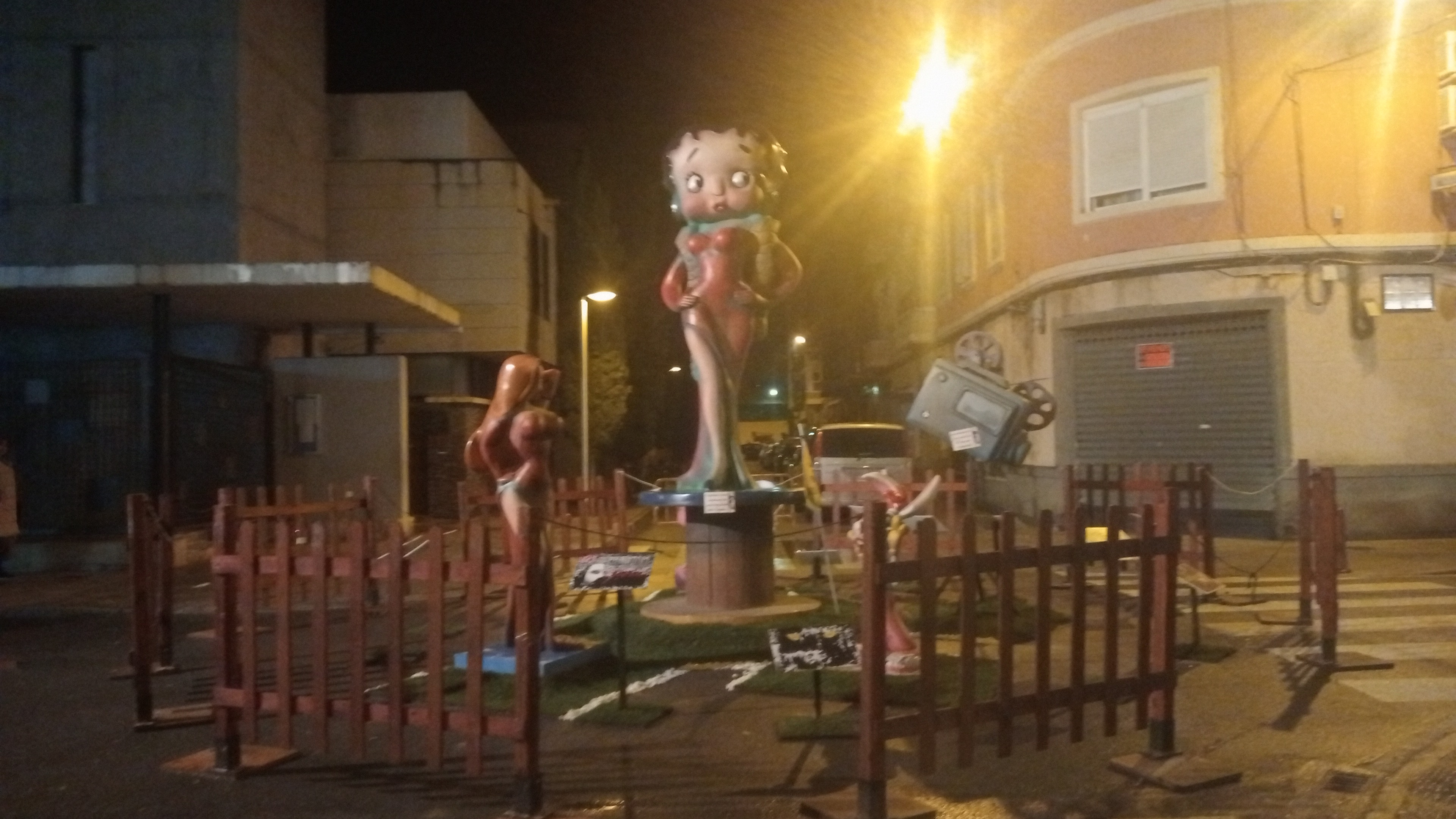
Falla Pere Esplugues 2025.

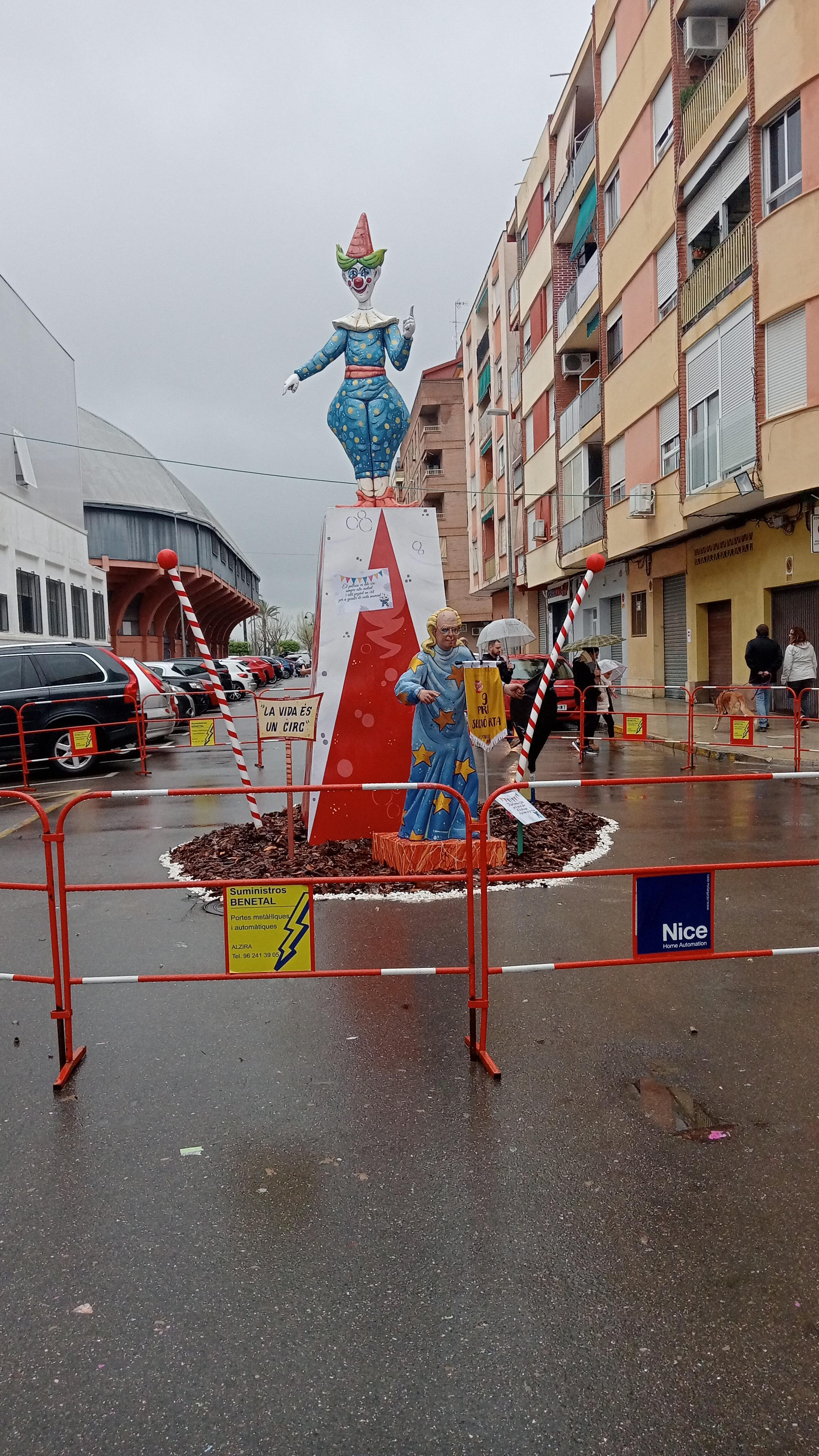
Falla Pere Morell 2025.

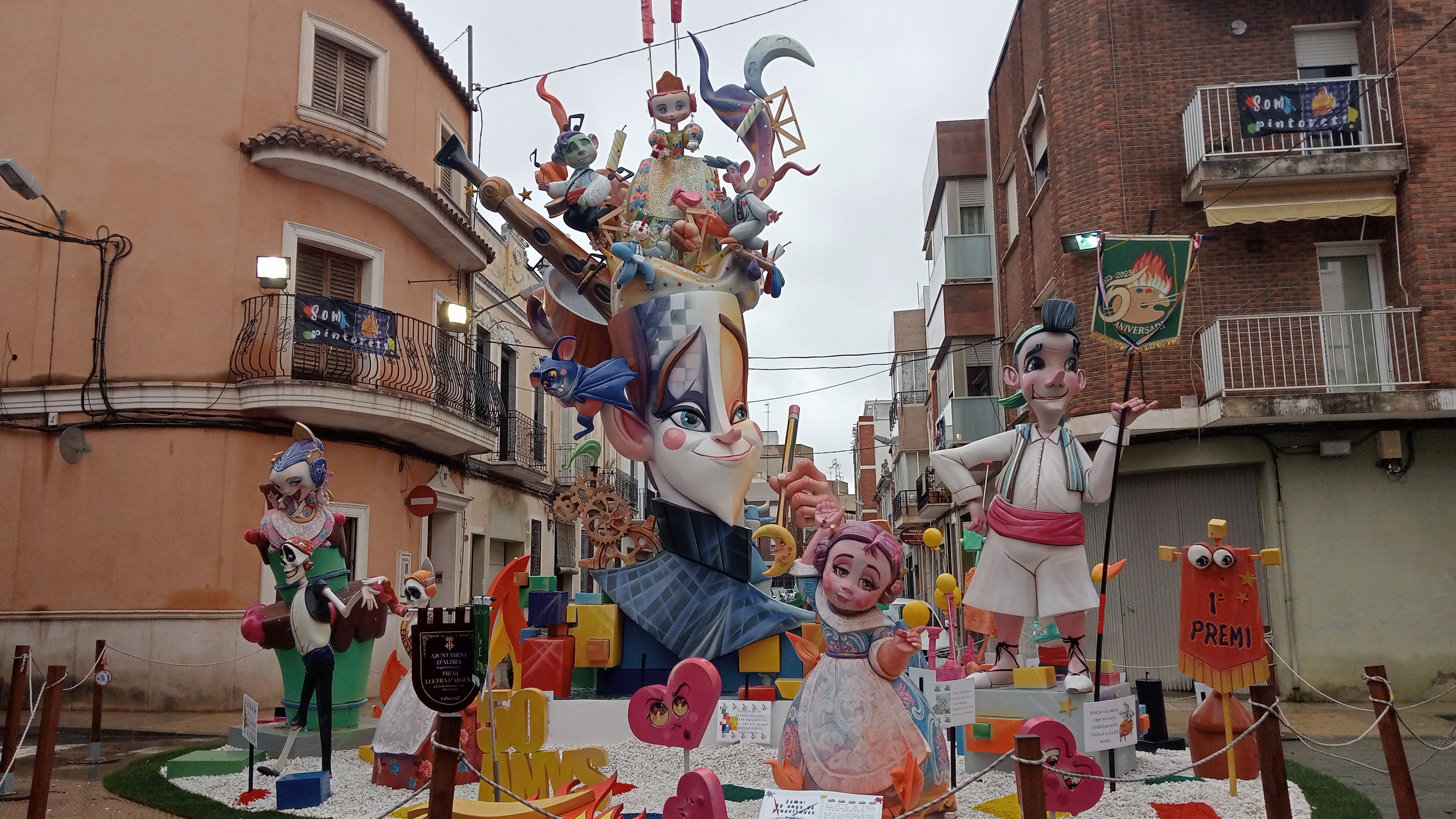
Falla Pintor Andreu 2025 de día.

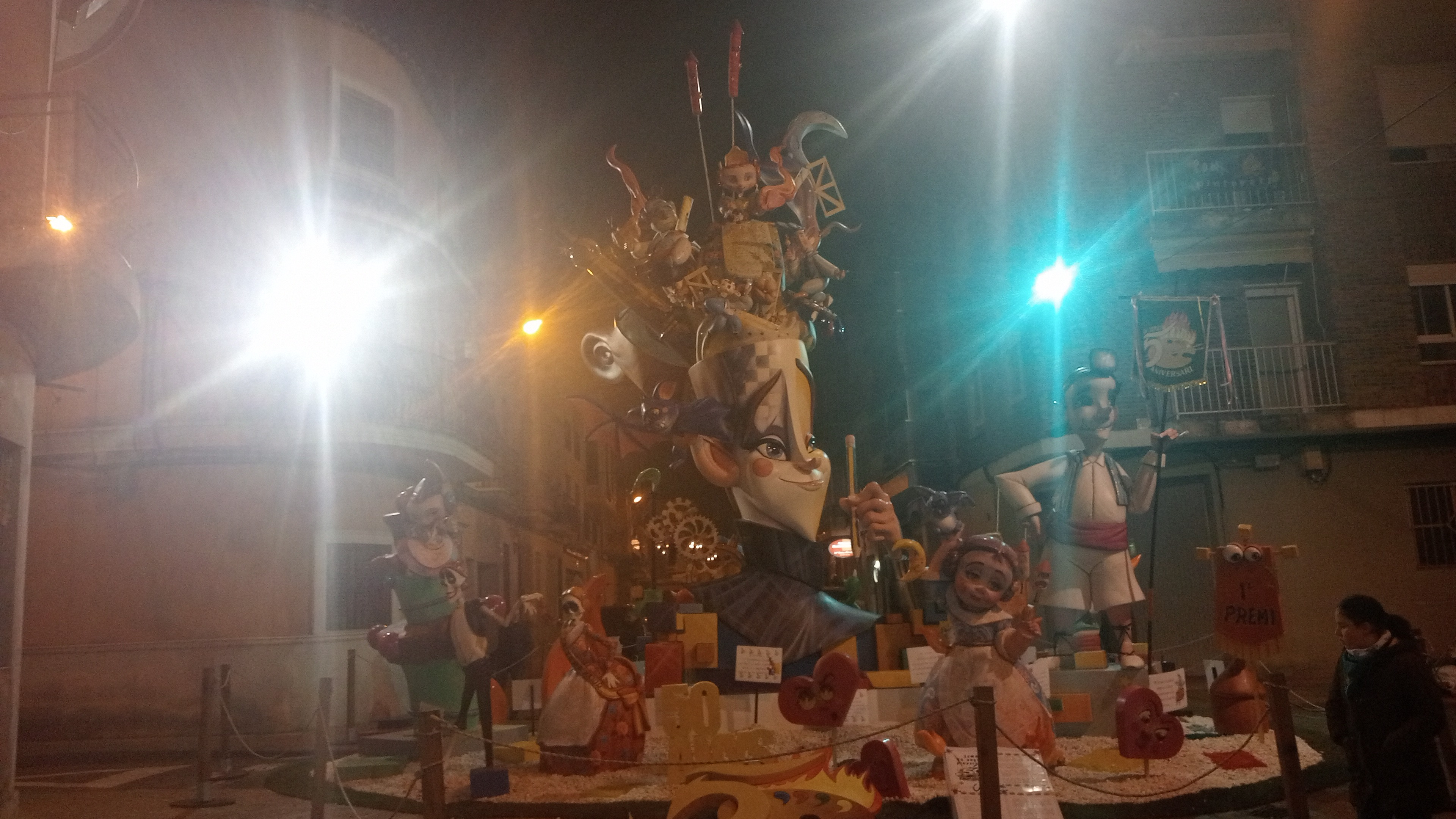
Falla Pintor Andreu 2025 de noche.

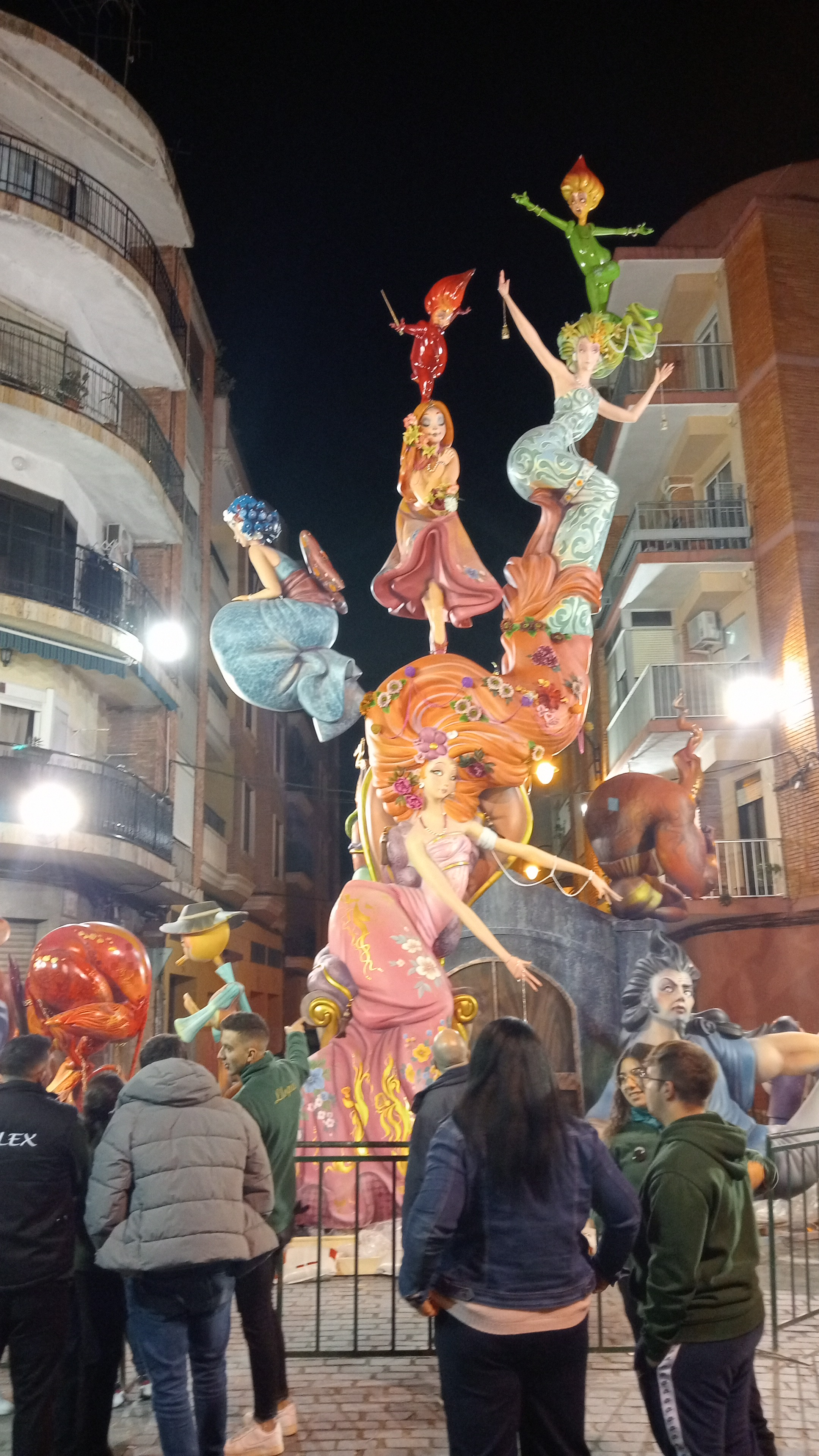
Falla Plaça Alacant.

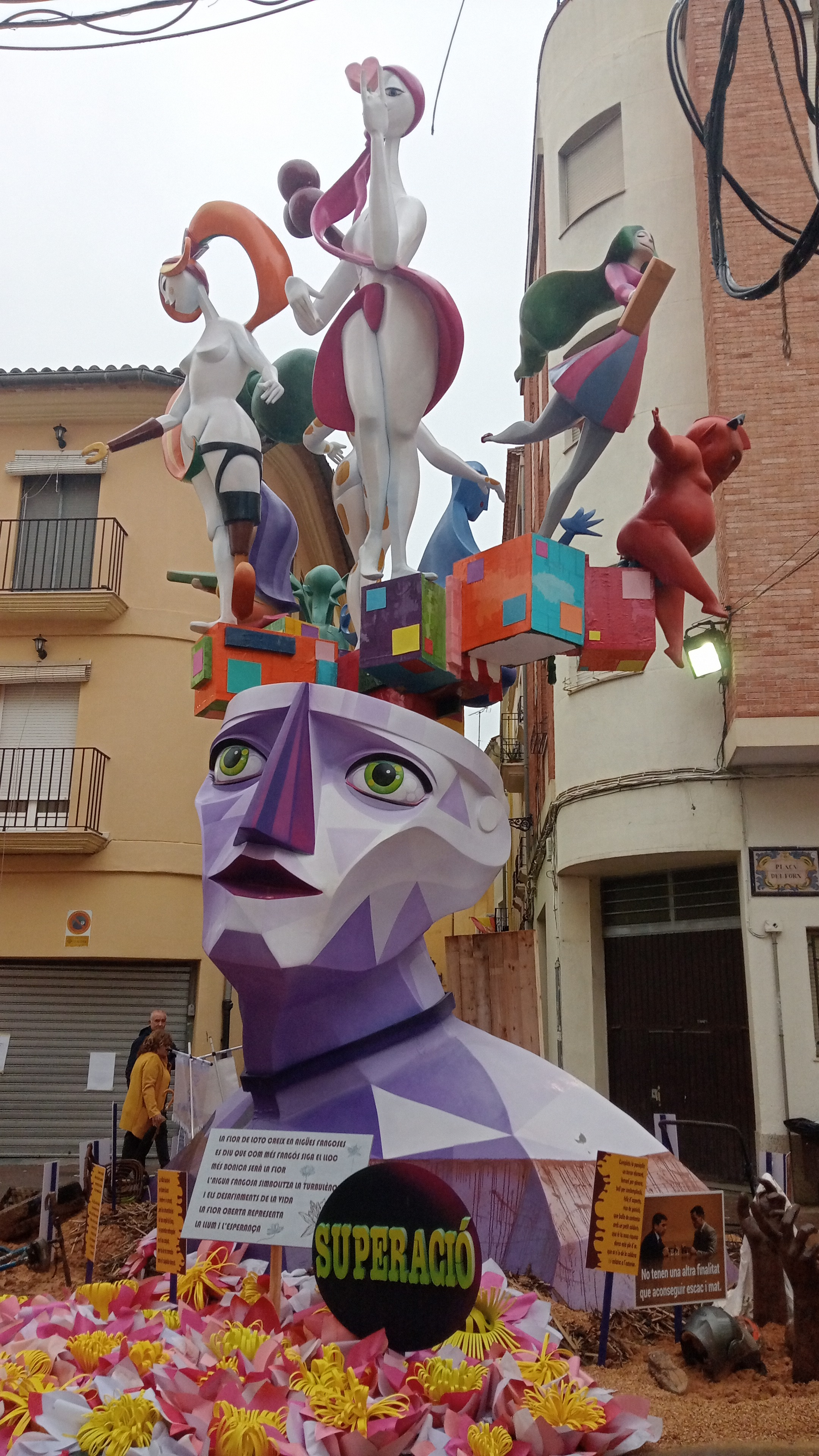
Falla Plaça del Forn 2025.

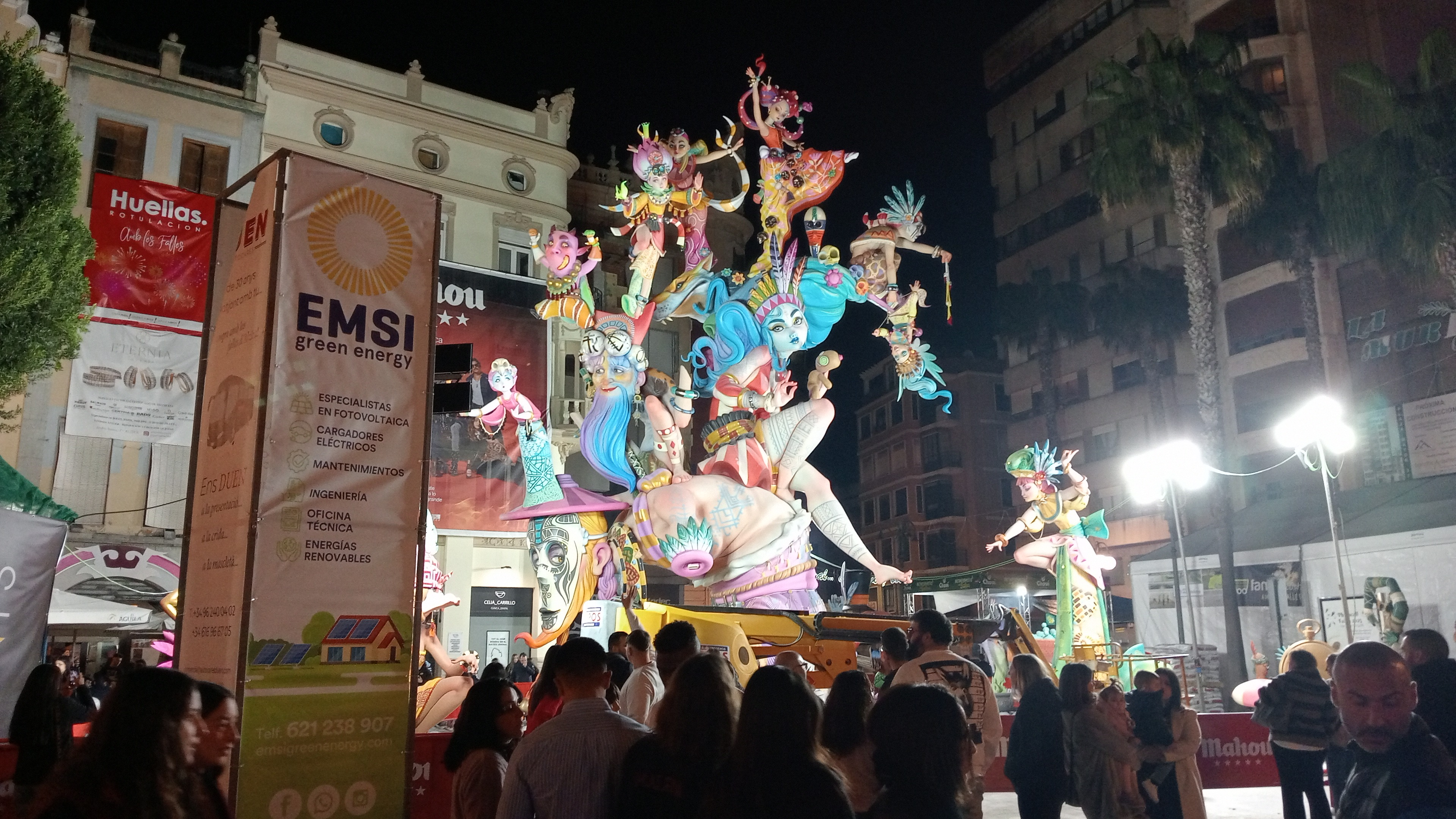
Falla Plaza Mayor 2025.

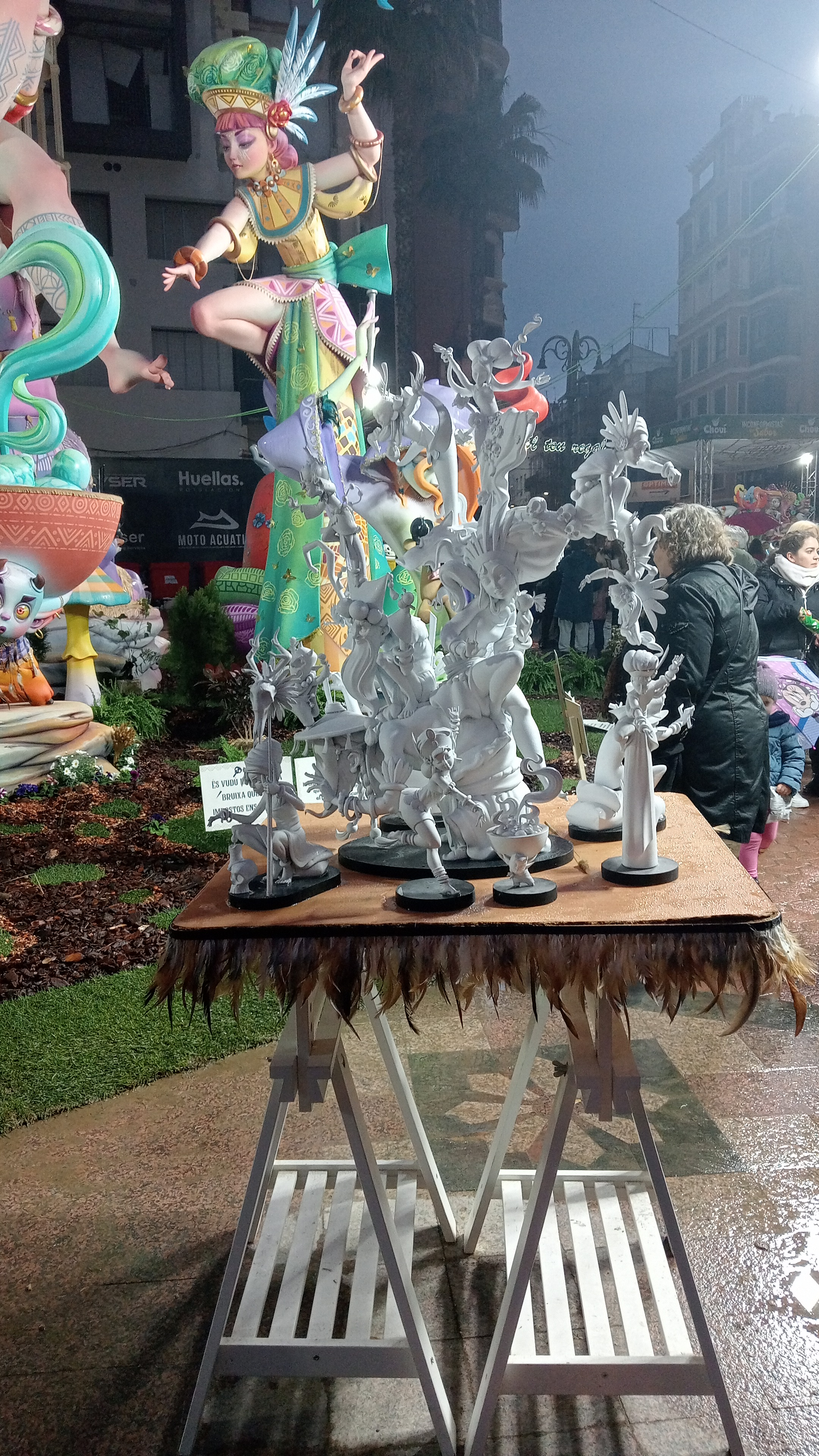
Maqueta de la Falla Plaza Mayor 2025.

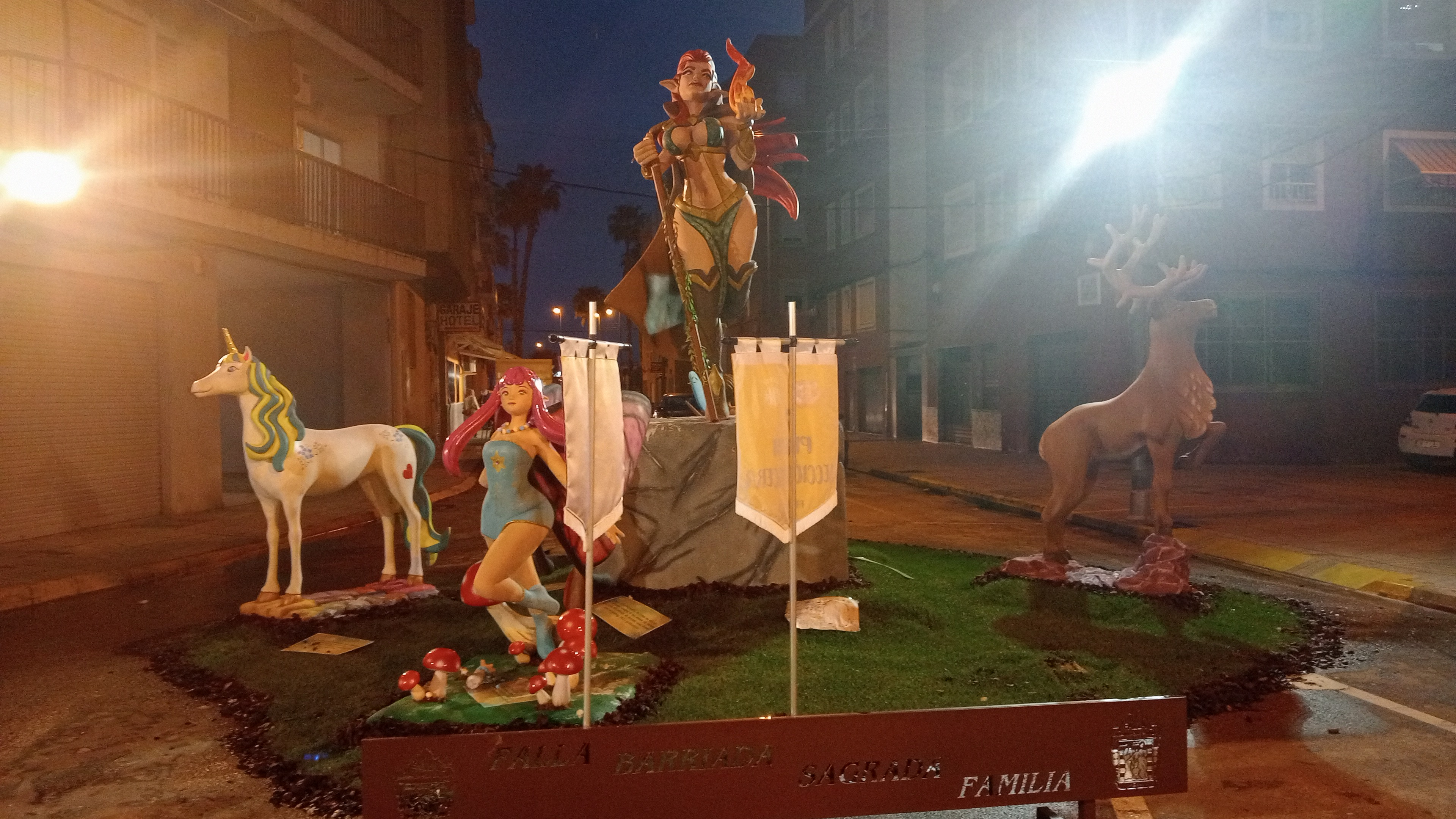
Falla Sagrada Familia 2025.

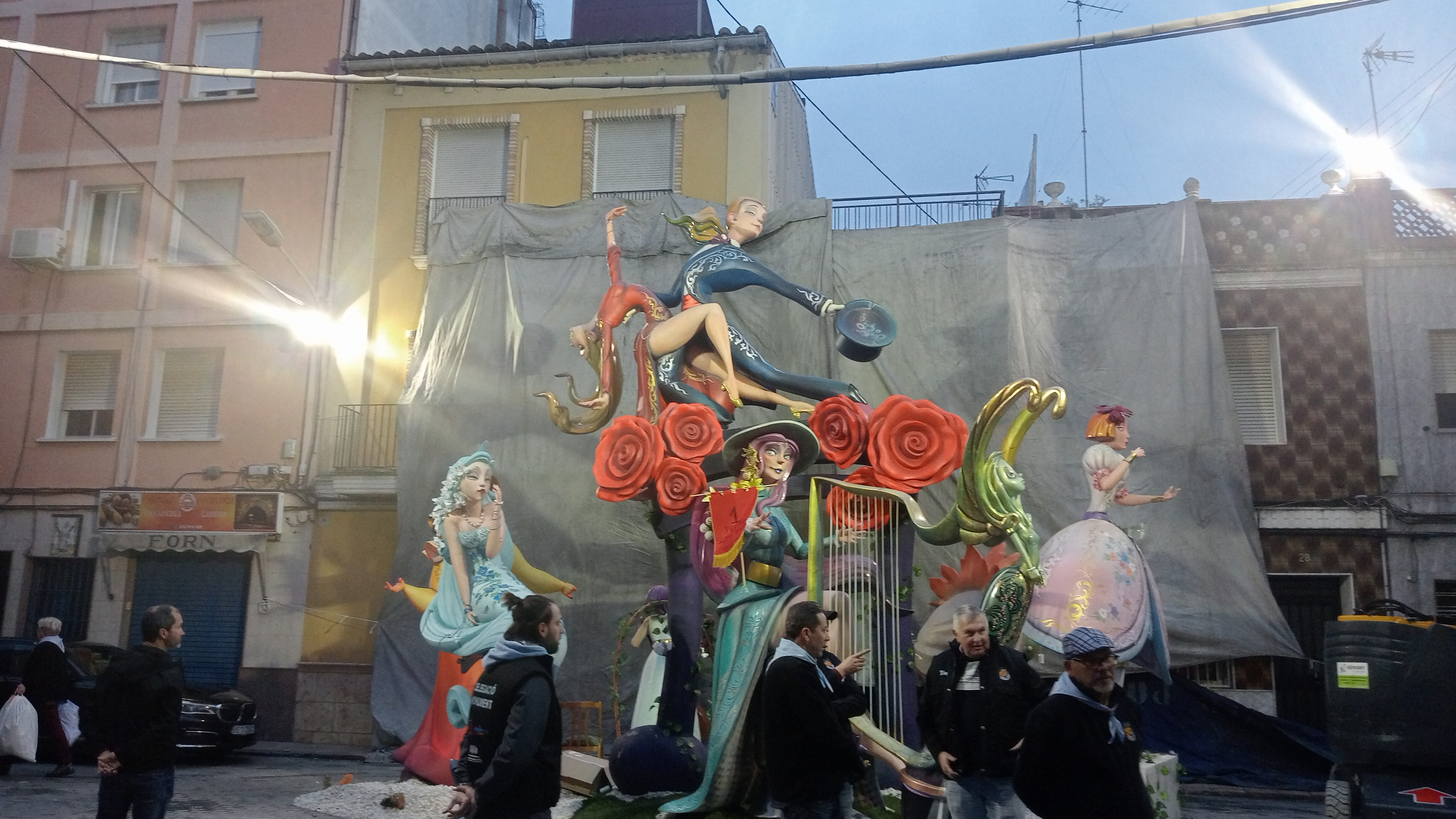
Falla Sant Andreu 2025.

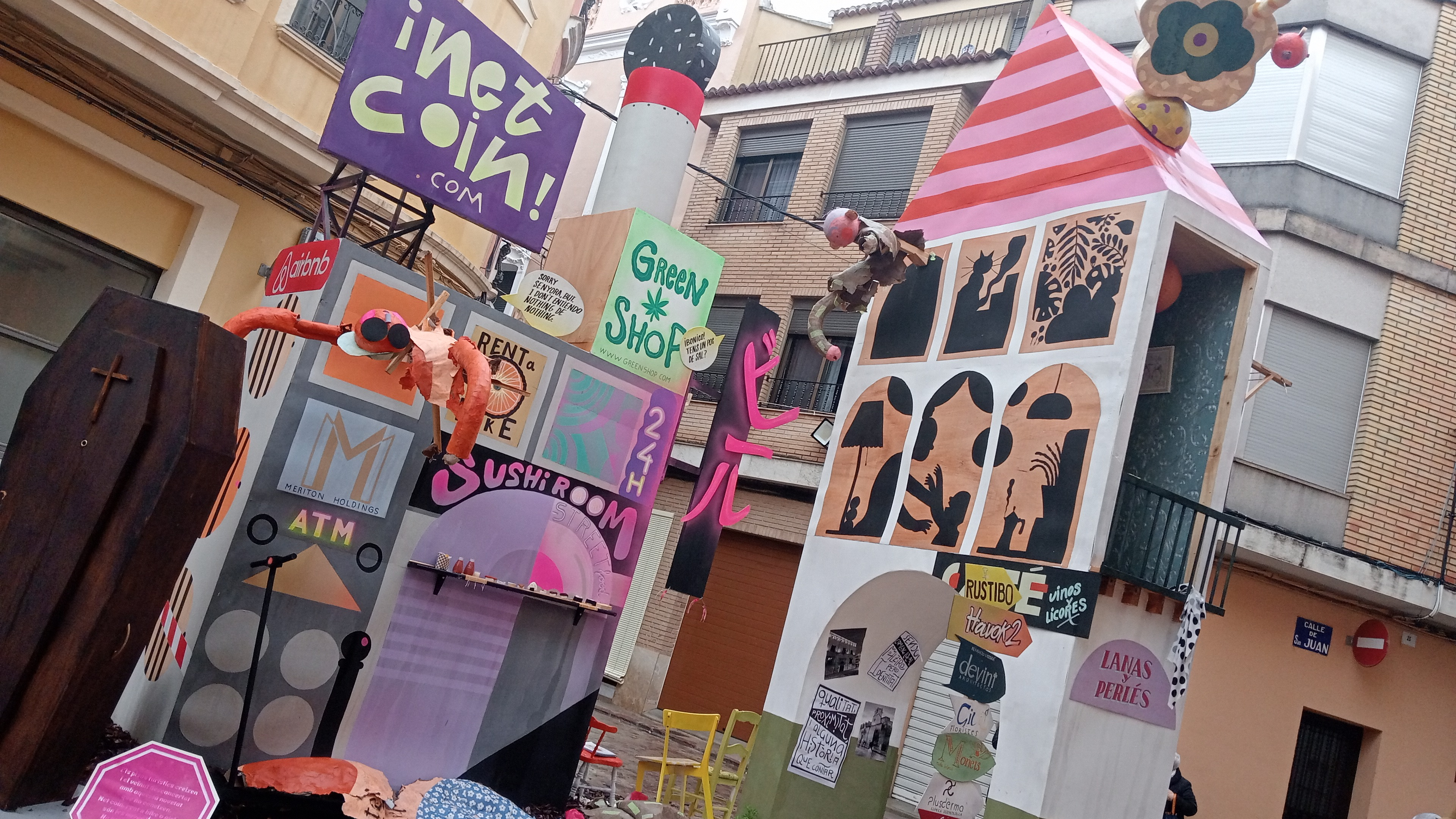
Falla Sant Joan 2025.

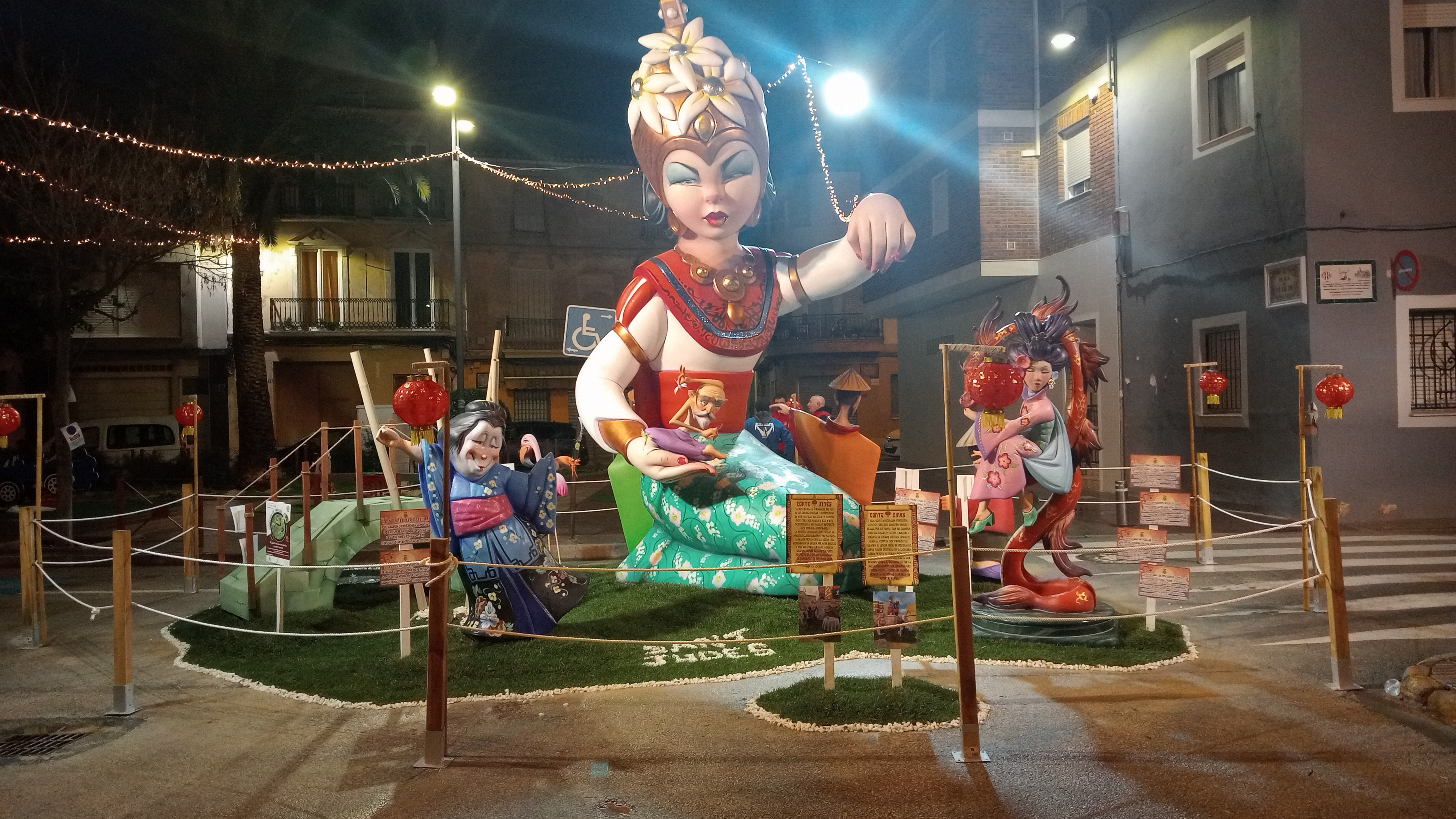
Falla Sant Judes 2025.

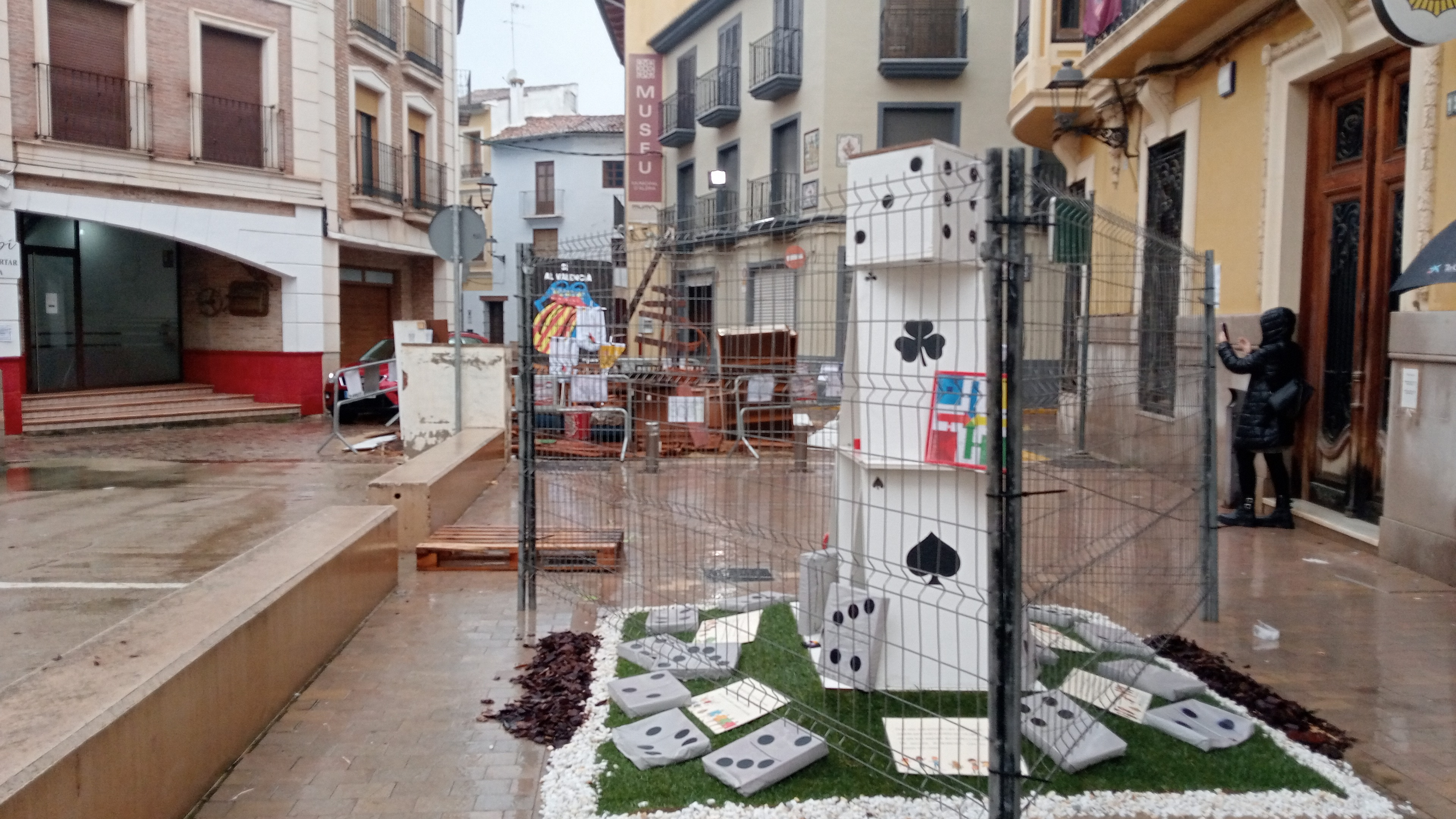
Falla Sant Roc 2025.

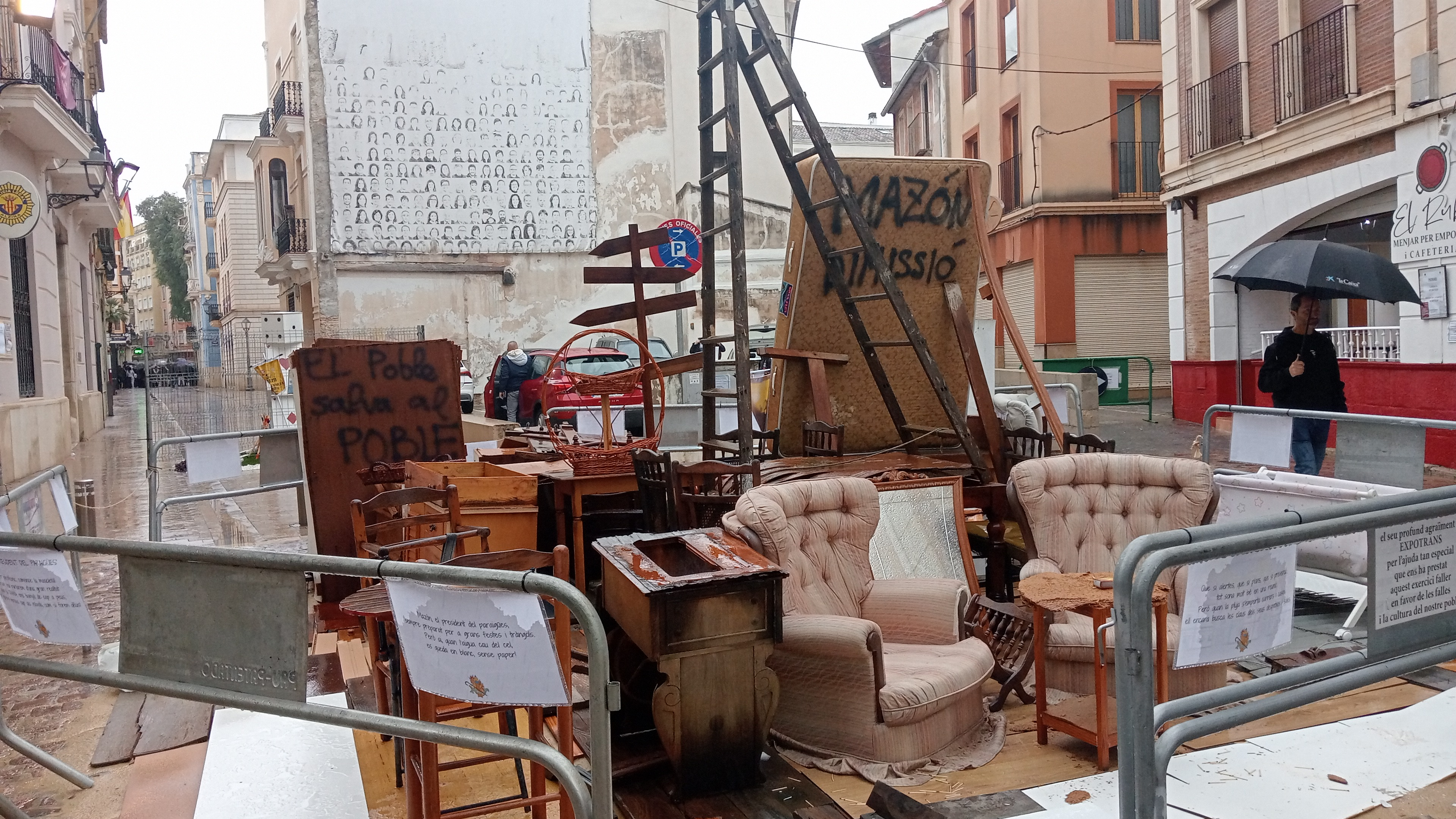
Falla Sant Roc 2025.

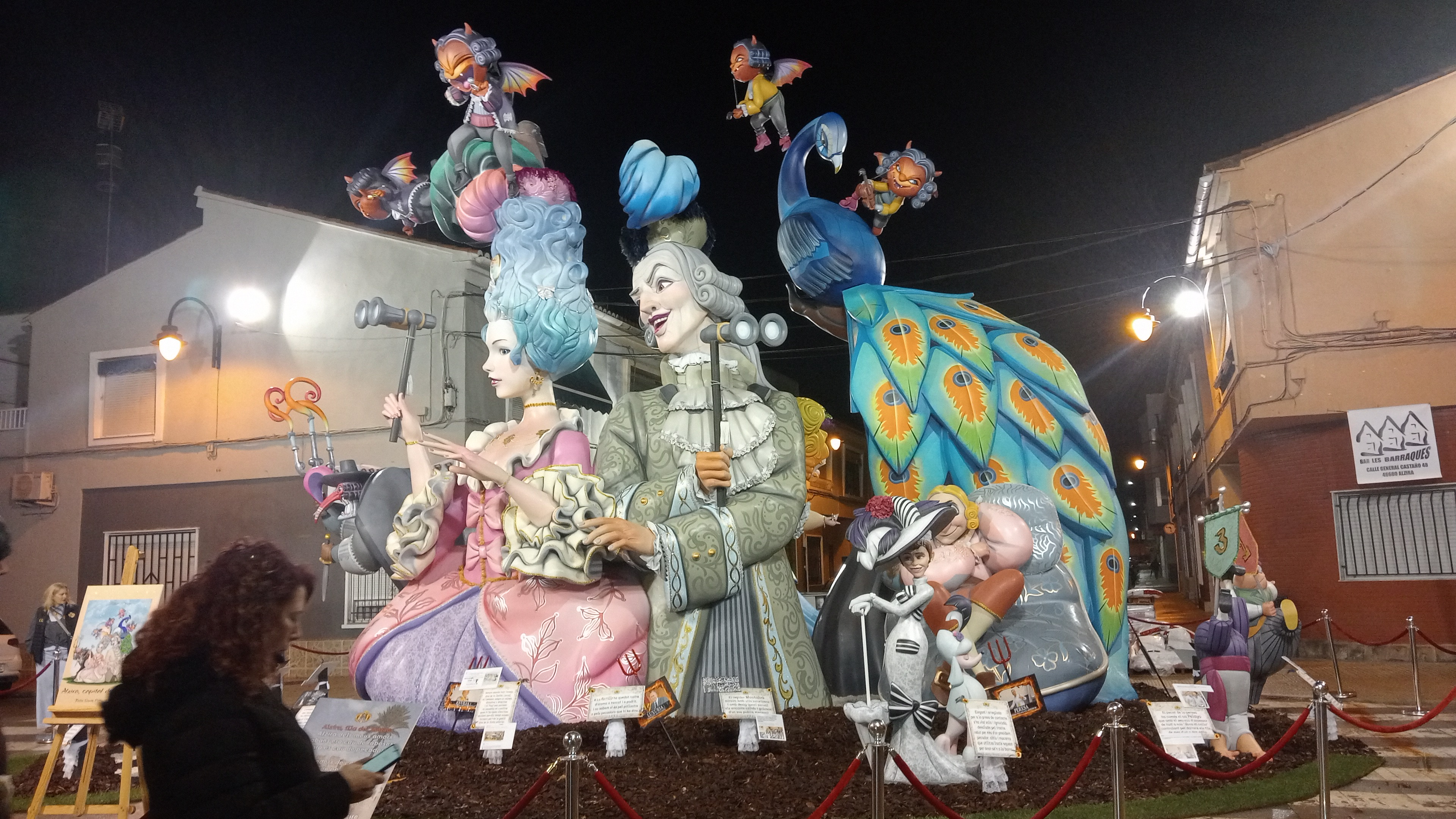
Falla Sants Patrons 2025.

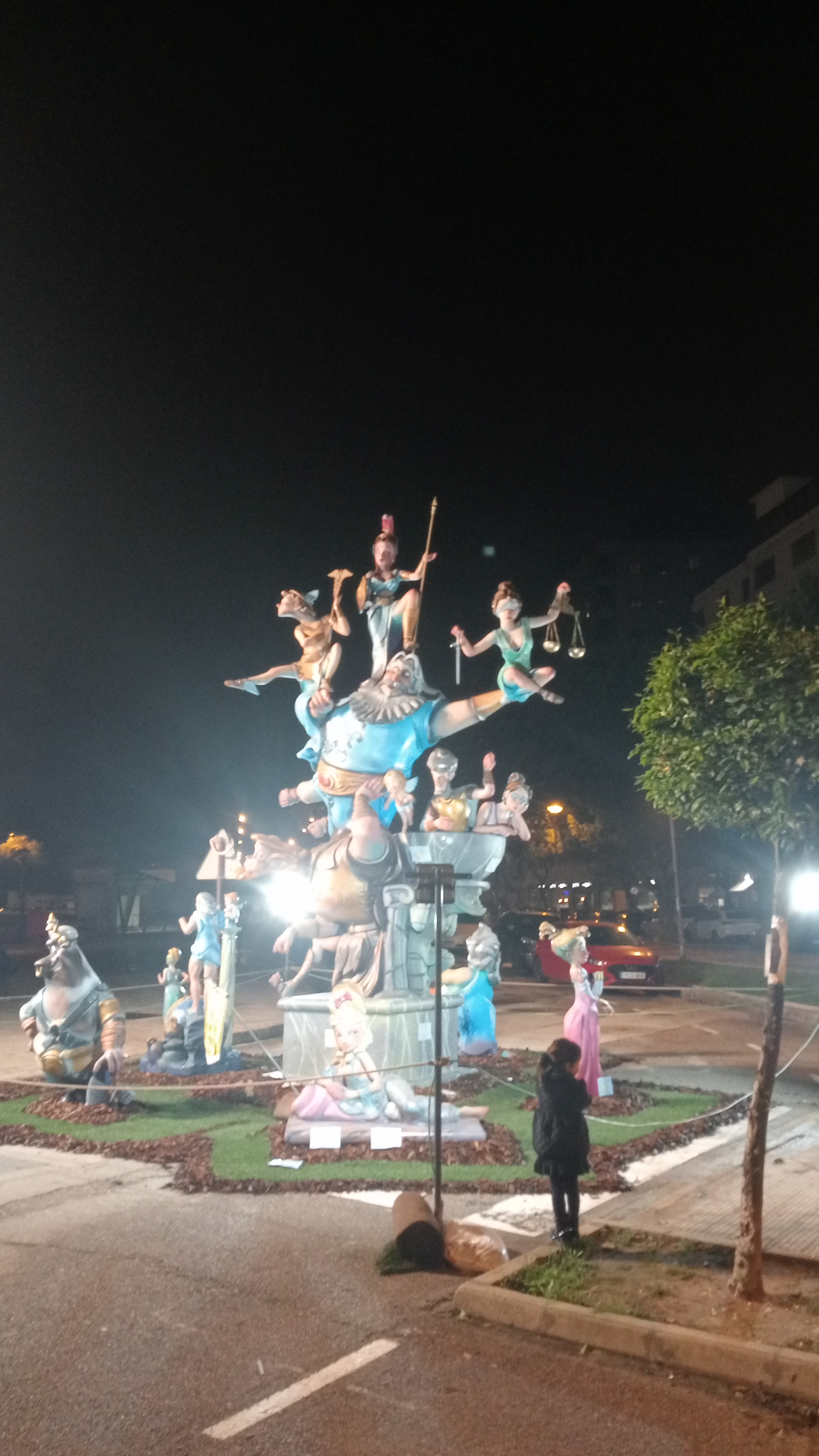
Falla Tulell Avinguda 2025.

Según los últimos datos (2024) de la Junta local fallera, Alcira tiene registrados 8.122 festeros repartidos en las 35 comisiones mencionadas, lo que representa un 17,5 % de la población. El reparto es algo desigual, ya que 5 de las 35 comisiones aglutinan cerca del 30% del censo fallero. Estas serían Plaça Major (634), Camínou (520), Sants Patrons (455), Gallera-Hort dels Frares (446) y Plaça d’Alacant (420). En el lado contrario hay varias comisiones con un número reducido de integrantes como es el caso de Pere Esplugues (45), l’Alquerieta (52), Pere Morell (59), Sant Roc (62), y Nou Penalet (66).

## Secciones falleras
La pertenencia a una sección, grupo de fallas que compiten entre ellas, la elige cada Comisión Fallera a requerimiento de la Junta Local Fallera. La agrupación en secciones tiene como fin la competencia justa entre monumentos de similar calidad artística, utilizando como criterio objetivo el presupuesto económico que presenta anualmente cada comisión fallera. 
Ninguna sección puede exceder de más de diez monumentos. En caso de haber más de una decena de solicitudes de participación en una misma sección, se hará un ajuste de acuerdo con los presupuestos presentados por cada comisión, quedando configurada con aquellos monumentos que presenten los diez presupuestos más elevados.
Actualmente, la sección especial de fallas grandes está compuesta por 3 comisiones: Plaça Major, Camí-Nou y El Mercat. En el caso de las fallas infantiles se añadiría Sants Patrons. 

## Indumentaria
- El fallero debe vestir :
  - Traje de torrentí
  - Traje de saragüell
  - El traje compuesto por pantalón largo rayado, camisa de seda o hilo, chaleco y faja, con zapatos y calcetines negros o alpargatas de labrador con calcetines bordados.
  - Está expresamente prohibido el uso de corbatas, flores y lazos de cualquier género.

- La fallera debe vestir:
  - El traje de gala de labradora valenciana, con tres moños, debiendo observar el mayor decoro en su vestimenta.
  - Traje del siglo XVIII, con uno o tres moños.
  - Traje de huertana con un moño.
  - No se permite el uso de cualquier pieza de vestir o de ornamentaciones que no sean las tradicionales y propias del traje. Únicamente se permite el uso de alpargatas de labradora si están forradas externamente con la misma tela del traje de fallera correspondiente.

Tanto para el fallero como para la fallera, el blusón nunca se considerará indumentaria tradicional valenciana y solo se podrá utilizar en los actos estrictamente privados de cada falla, cuando así lo decida la propia Comisión.
1.º La Fallera Mayor y Fallera Mayor Infantil tendrán entre sus trajes el denominado Modelo Alcira, que solo puede ser llevado por las falleras con este rango, y únicamente durante su reinado, así como las peinetas que llevarán el escudo de la ciudad o de la Junta Local Fallera (en este caso también se incluye a la Corte de Honor), ya que después solo se lo podrán poner cuando así lo requiera la Junta Local Fallera.
2.º En cualquiera caso, para la aplicación de estas disposiciones, la Asamblea General contará con la colaboración de al menos, dos asesores indumentaristas cualificados, con la finalidad de que la vestimenta utilizada se ajuste a las normas de decoro y respeto a la tradición.
3.º Como distintivo único de las Falleras Mayores (mayores e infantiles) tanto de Alcira como de cada comisión, se establece la tradicional banda con los colores de la bandera de España, y para las Cortes de Honor (mayores e infantiles) tanto de Alcira como de cada comisión, se establece la tradicional banda con los colores de la Real Señera Valenciana, debiendo bordar sobre la parte superior de la banda azul el escudo y el nombre de la comisión sobre fondo blanco.